# Умершие в мае 2022 года
Это список известных людей, соответствующих установленным критериям значимости (см. Википедия:Критерии значимости персоналий), умерших в мае 2022 года.
Причина смерти указывается лишь в исключительных случаях (убийство, самоубийство, гибель в результате военных действий, смертная казнь, ДТП или несчастные случаи). В остальных случаях — не указывается.

## 31 мая
- Брасс, Пол[англ.] (85) — американский политолог[1].
- Долинский, Анатолий Андреевич (90) — советский и украинский теплоэнергетик, академик АН УССР / АНУ / НАНУ (1988)[2].
- Змуралья, Карло[англ.] (98) — итальянский политик; сенатор (1992—2001), Президент Национальной ассоциации партизан Италии (2011—2017)[3].
- Н’Геа, Жак (66) — камерунский футболист, игрок национальной сборной[4].
- Маршалл, Ингрэм[англ.] (80) — американский композитор[5].
- Новиков, Юрий Афанасьевич (83) — советский и российский реаниматолог, доктор медицинских наук, профессор[6].
- Рэдулеску, Василе[англ.] (77) — румынский политик, депутат Палаты депутатов Румынии (1990—1992)[7].
- Сингх, Бхим[англ.] (80) — индийский политик, депутат Лок сабхи (1988)[8].
- Стефанов, Александр Иванович (40) — российский военный, гвардии подполковник, командир 1-го парашютно-десантного батальона 104-го гвардейского десантно-штурмового полка 76-й гвардейской десантно-штурмовой дивизии ВДВ, участник российско-украинской войны, Герой России (2022, посмертно); погиб в бою[9].
- Фелпс, Келли Джо (62) — американский музыкант и автор песен[10].
- Филиппов, Василий Васильевич (71) — российский учёный в области надёжности конструкций и сооружений, президент АН РС(Я) (1994—2001, 2003—2008, с 2020), член-корреспондент РАН (1997)[11].

## 30 мая

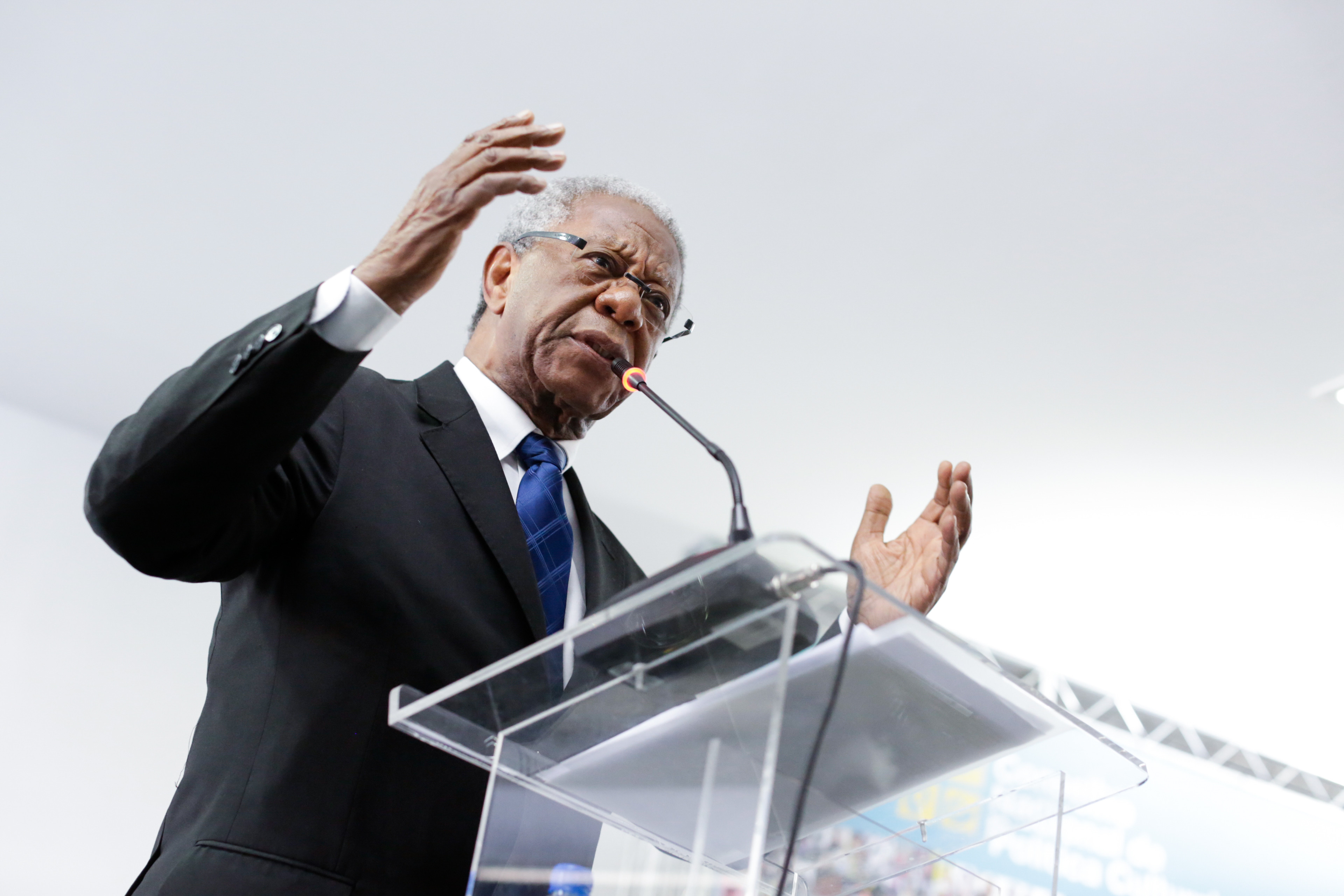
Милтон Гонсалвес

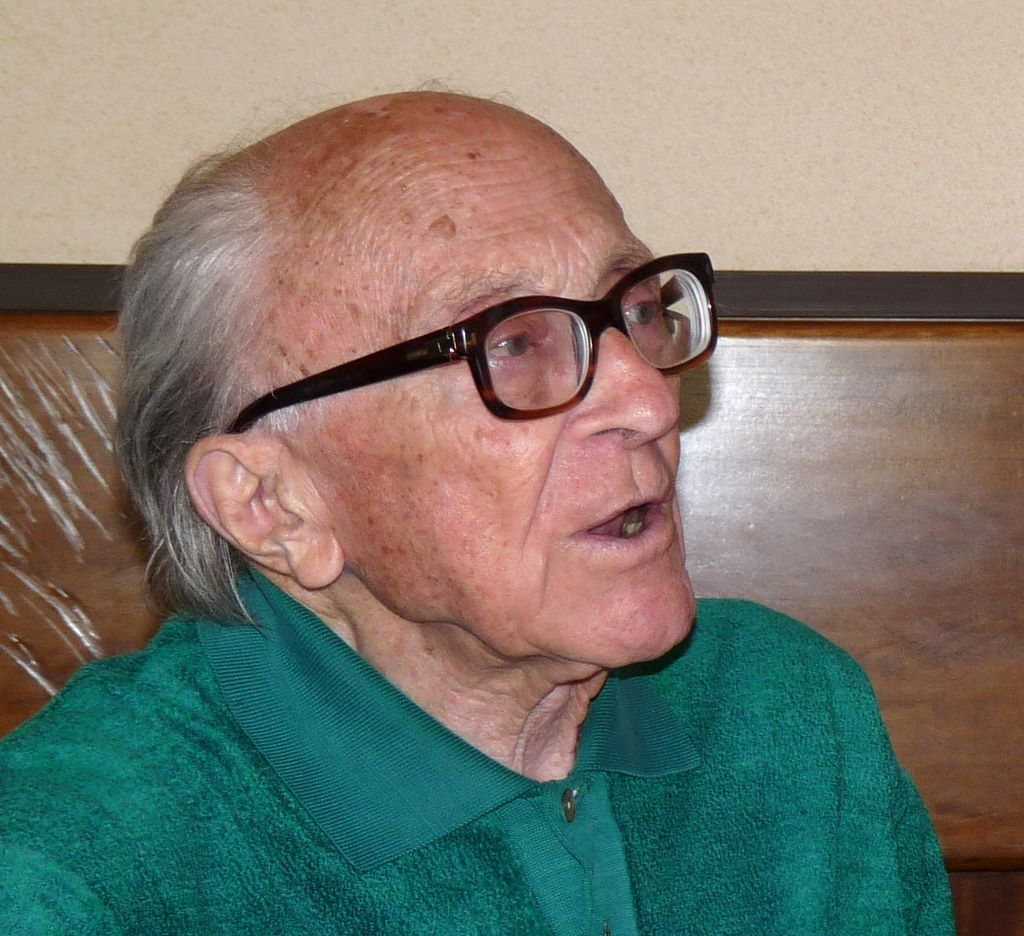
Борис Пахор

- Аурангзеб, Миангул Аднан[англ.] (61) — пакистанский политик, депутат Национальной ассамблеи Пакистана (1997—1999) номинальный князь Свата (с 2014 года); ДТП[12].
- Аллеров, Владислав Юрьевич (37) — украинский военнослужащий, полковник, участник российско-украинской войны, Герой Украины (2022, посмертно); погиб при артиллерийском обстреле.
- Бамбасова, Гелена[чеш.] (63) — чешский государственный деятель и дипломат, заместитель министра иностранных дел Чешской Республики (1994—1997, 2006—2010), посол в Нидерландах (1997—2001), Венгрии (2010—2014) и на Кипре (2015—2021)[13].
- Глэдни, Джефф (25) — американский футболист; ДТП[14].
- Гонсалвес, Милтон (88) — бразильский актёр и режиссёр[15][16].
- Делиус, Фридрих Кристиан[нем.] (79) — немецкий писатель[17].
- Игнатов, Владимир Николаевич (36) — российский военный, старший сержант 45-й отдельной гвардейской бригады специального назначения, участник российско-украинской войны, Герой России (2022, посмертно); погиб в бою[18].
- Имамходжаев, Акбор Рустамович (86) — советский и узбекский спортивный журналист, спортивный комментатор и футбольный публицист[19].
- Кавелти, Джон (92) — американский историк, исследователь массовой культуры[20].
- Ломбарди Сатриани, Луиджи[итал.] (85) — итальянский антрополог и политик, сенатор (1996—2001)[21].
- Муротова, Лола Нейматовна (64) — узбекский фермер, руководитель фермерского хозяйства «Нурли обод», Герой Узбекистана (2019)[22].
- Пахор, Борис (108) — словенский писатель[23].
- Роджер, Стэн[англ.] (82) — новозеландский политик и государственный деятель, депутат Парламента (1978—1990), министр труда (1984—1989) (о смерти объявлено в этот день)[24].
- Родригес Орехуэла, Хильберто[исп.] (83) — колумбийский наркобарон, основатель и один из лидеров наркокартеля Кали[25].
- Рюум, Улла[дат.] (85) — датская писательница и сценарист[26].
- Шепард, Роджер (93) — американский психолог-когнитивист, член Национальной академии наук США (1977)[27].
- Шокирова, Бунафша[тадж.] (49) — таджикская певица[28].
- Япрынцев, Виктор Захарович (67) — советский футболист (о смерти объявлено в этот день)[29].

## 29 мая

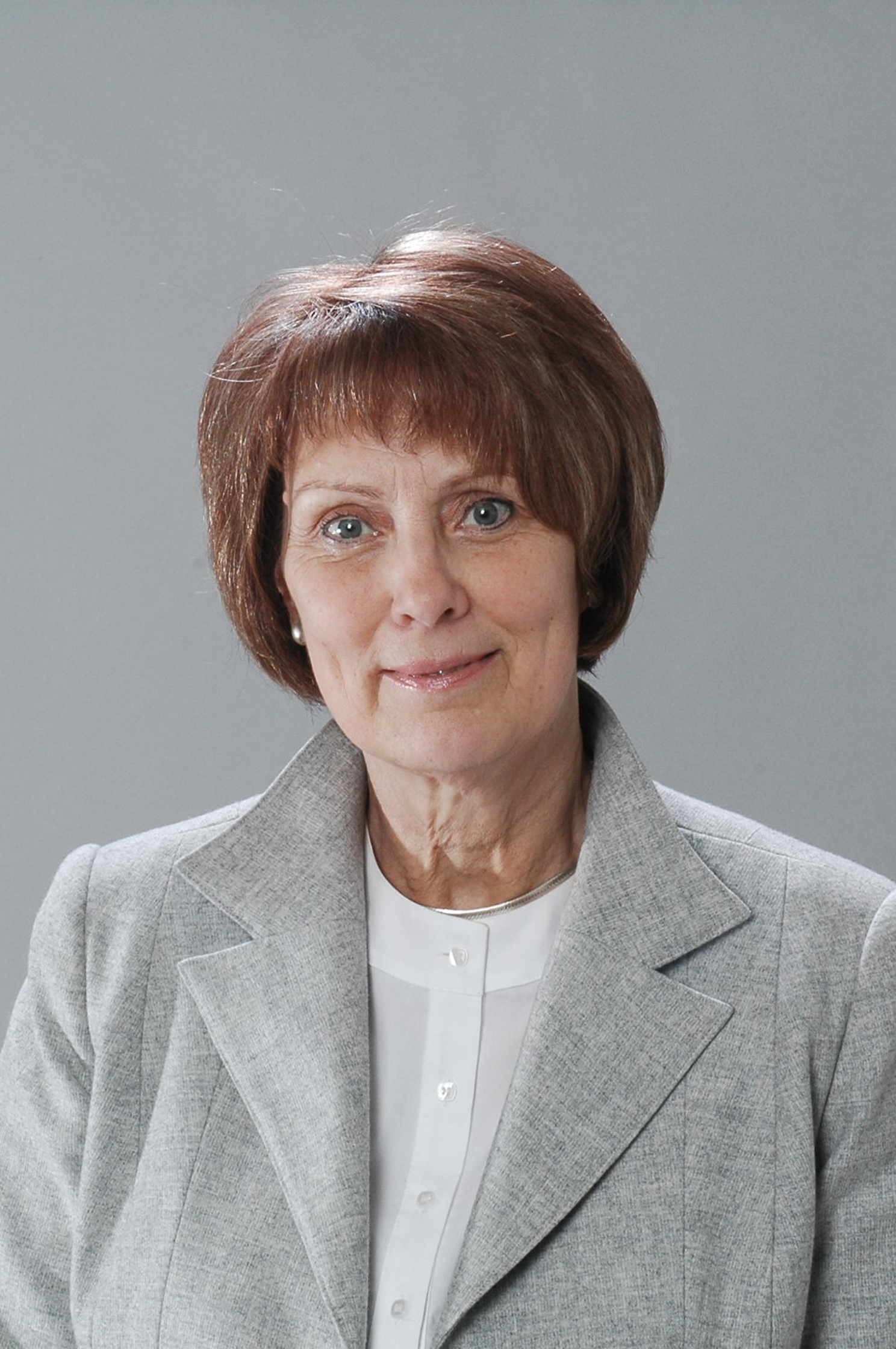
Аусма Зиедоне-Кантане

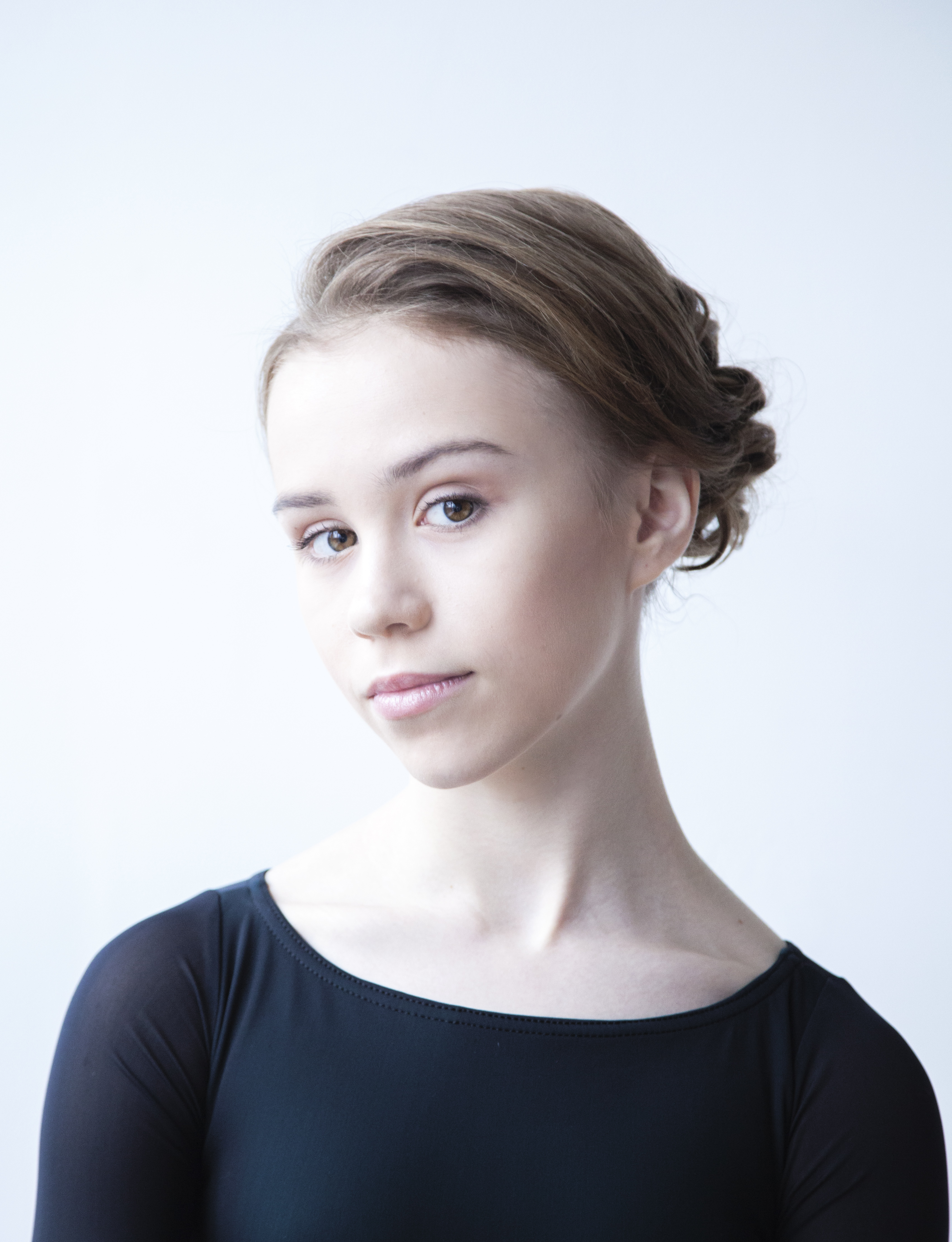
Алеся Лазарева

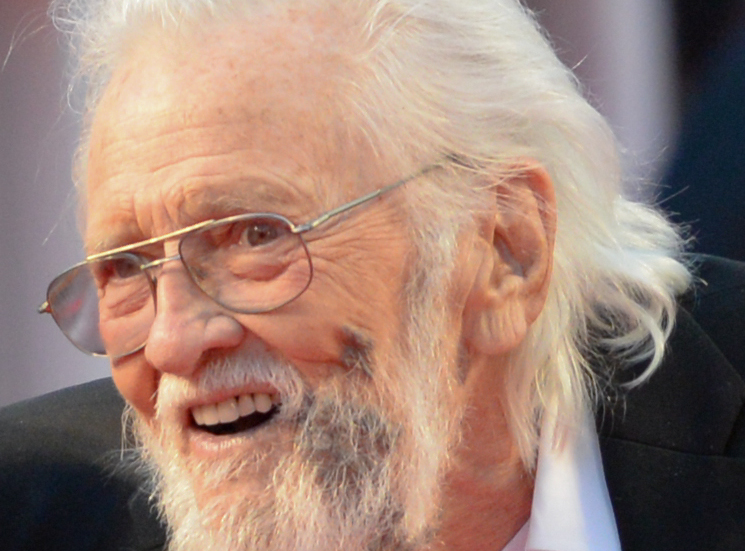
Ронни Хокинс

- Бегак, Алексей Дмитриевич (62) — российский художник и телеведущий[30].
- Бесс, Ариель (56) — французская киноактриса[31].
- Герр, Ричард (100) — американский историк, испанист,  доктор философии (1954), эмерит-профессор Калифорнийского университета в Беркли, член Американского философского общества (1993)[32].
- Дакис[греч.] (78) — греческий певец[33].
- Дридя, Вирджил[англ.] (81) — румынский футболист и тренер[34].
- Зарб, Тони[англ.] (68) — мальтийский профсоюзный деятель, генеральный секретарь Всеобщего движения рабочих Мальты[35].
- Зиедоне-Кантане, Аусма (80) — советская и латвийская актриса, народная артистка Латвийской ССР (1990)[36].
- Кансаду Триндади, Антониу Аугусту[порт.] (74) — бразильский юрист, судья Международного суда ООН[37].
- Косач, Григорий Григорьевич (77) — советский и российский арабист, историк, политолог; доктор исторических наук (1990)[38].
- Колесниченко, Игорь Андреевич (34) — украинский военнослужащий, сержант, участник российско-украинской войны, Герой Украины (2023, посмертно); погиб при артиллерийском обстреле.
- Лазарева, Алеся Анатольевна (20)[значимость?] — российская балерина, лауреат всероссийских и международных конкурсов[39].
- Мозес, Джоэл[англ.](80) — израильский и американский математик и компьютерный учёный, член Американской академии искусств и наук[40].
- Пигготт, Лестер[англ.] (86) — английский жокей[41].
- Пономарёв, Георгий Николаевич (85) — советский и российский театральный актёр, заслуженный артист Российской Федерации (1995)[42].
- Ренар, Иван[фр.] (85) — французский политический деятель, сенатор Франции (1985—2011)[43].
- Родригес ди Оливейра, Фредерику[порт.] (73) — бразильский футболист[44].
- Уинрам, Гэри[англ.] (85) — австралийский пловец, участник Летних Олимпийских игр 1956 года[45].
- Хокинс, Ронни (87) — американский рокабилли-музыкант[46].

## 28 мая

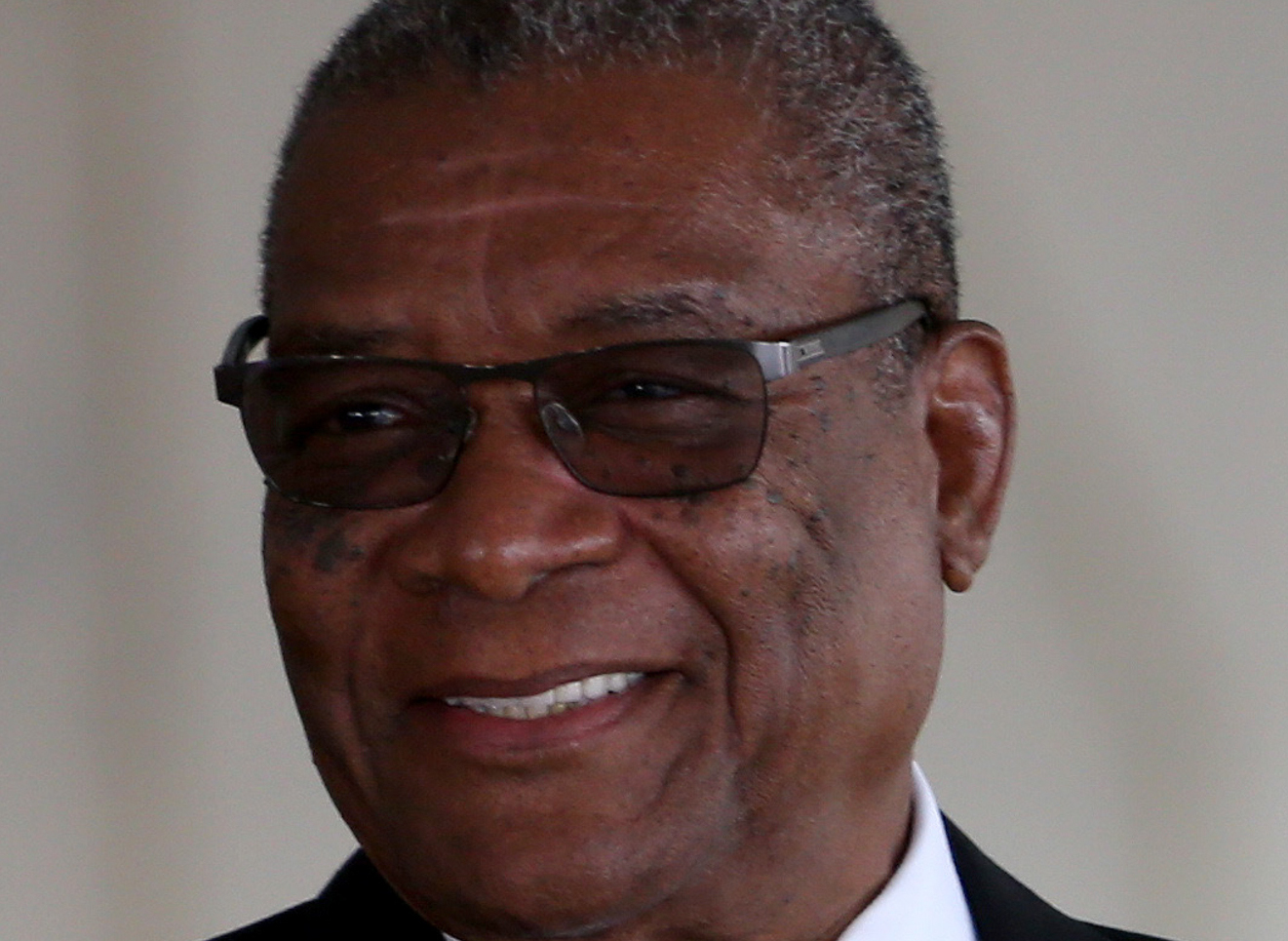
Эваристу Карвалью

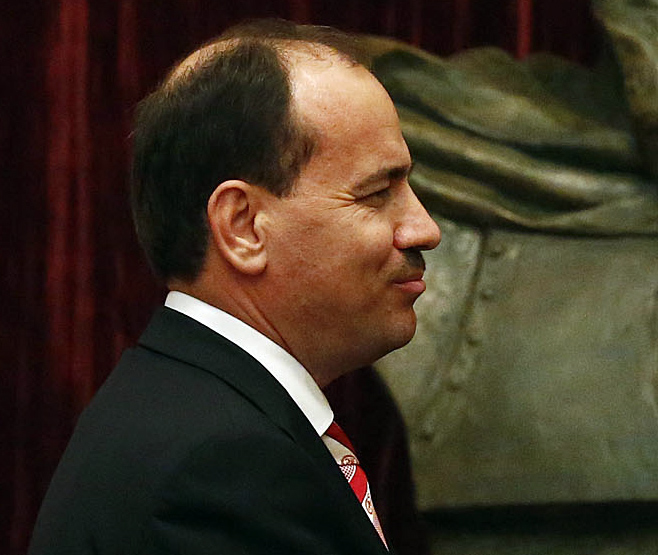
Буяр Нишани

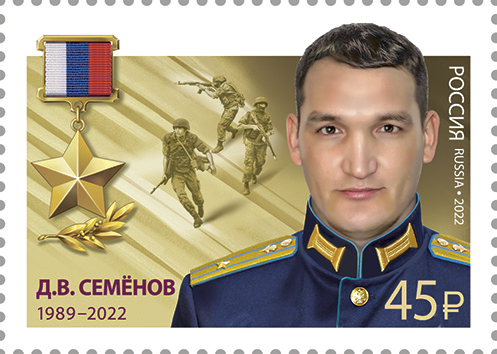
Дмитрий Семёнов

- Абиш, Уолтер (90) — американский писатель[47].
- Брейк, Патрисия[англ.] (79) — английская актриса[48].
- Варданян, Давид Манукович (72) — армянский государственный деятель, министр по управлению государственным имуществом Армении (2000—2004)[49].
- Голосов, Рудольф Александрович (94) — советский военно-морской деятель, начальник штаба ТОФ ВМФ СССР (1980—1983), вице-адмирал (1979), Герой Советского Союза (1978)[50].
- Заволянский, Валерий Иванович (28) — российский военнослужащий, старший лейтенант, участник российско-украинской войны, Герой Российской Федерации (2022, посмертно); погиб в бою[51].
- Карвалью, Эваришту (80) — государственный и политический деятель, президент Сан-Томе и Принсипи (2016—2021)[52].
- Курунери, Кристофер[англ.] (73) — зимбабвийский государственный деятель, министр финансов (2004)[53].
- Мазе, Марино (83) — итальянский актёр[54].
- Нишани, Буяр (55) — албанский государственный и политический деятель, президент Албании (2012—2017)[55].
- Пьетразанта, Ив[фр.] (82) — французский политик, депутат Европейского парламента (1999—2004)[56].
- Саралидзе, Вадим Александрович (62) — советский и российский прозаик, скрипач и радиоведущий[57].
- Семёнов, Дмитрий Владимирович (32) — российский военнослужащий, майор, участник российско-украинской войны, Герой Российской Федерации (2022, посмертно); погиб в бою[58].
- Тапинас, Лаймонас (77) — литовский эссеист, прозаик и журналист[59].
- Хауманн, Петер[венг.] (81) — венгерский актёр[60].
- Хопкинс, Бо[англ.] (84) — американский актёр[61][62].

## 27 мая

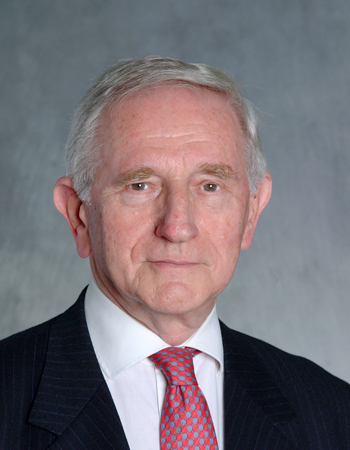
Михаэль Села

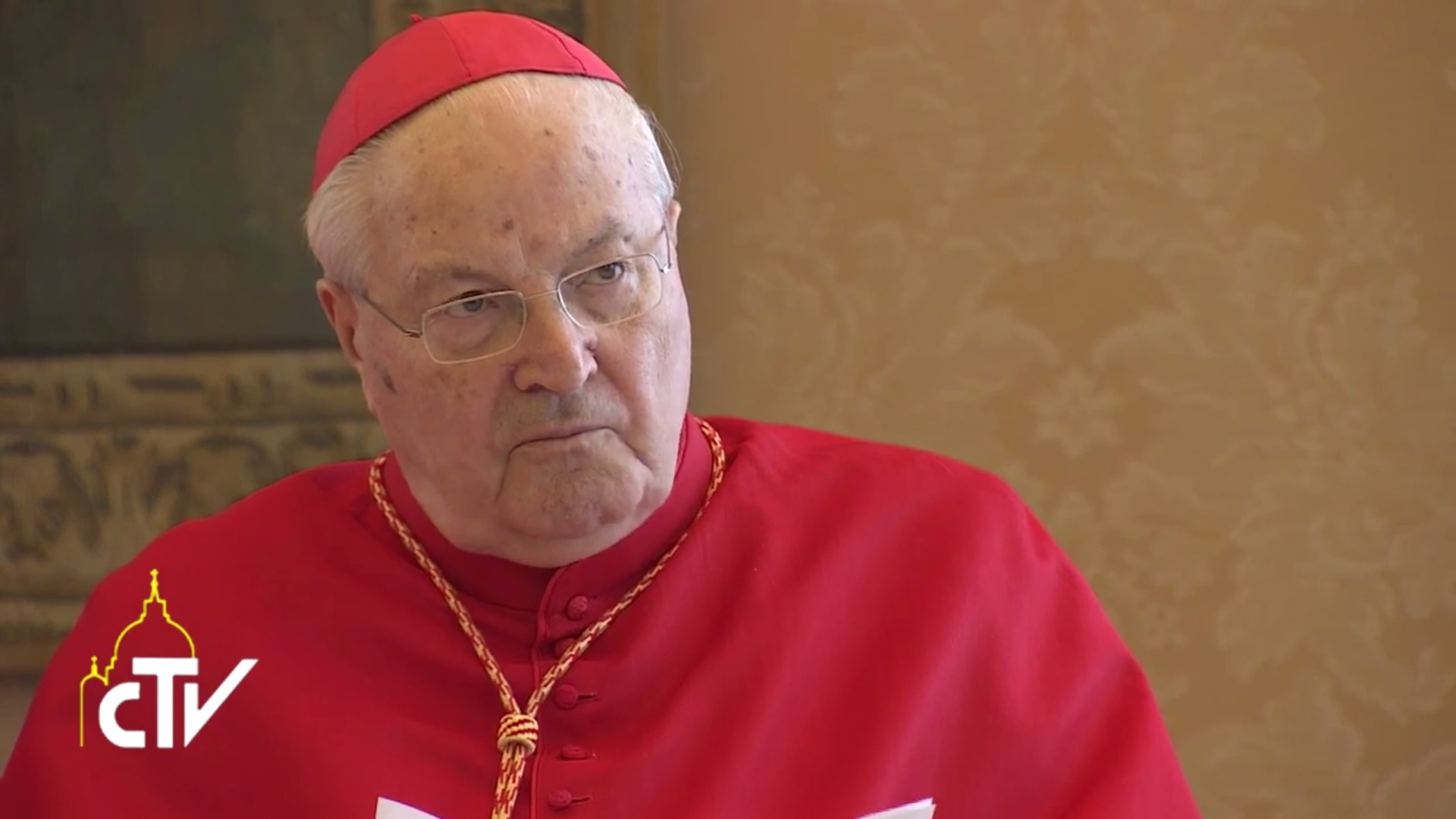
Анджело Содано

- Восатка, Карел (92) — чехословацкий фигурист, серебряный призёр чемпионата Европы 1948 года в парном катании[63].
- Голдстейн, Дон[англ.] (84) — американский баскетболист, чемпион Панамериканских игр (1959)[64].
- Гольдштейн, Шуламит[ивр.] (54) — израильская художественная гимнастка, участница Олимпийских игр (1988)[65].
- Зародыш, Пётр Иванович (89) — советский передовик сельскохозяйственного производства, Герой Социалистического Труда (1971) (о смерти объявлено в этот день)[66].
- Льюис, Самелла[англ.] (99) — американская художница и историк искусства, называемая «крестной матерью афроамериканского искусства»[67].
- Маариф, Ахмад Шафии[англ.] (86) — индонезийский религиозный деятель, лидер «Мухаммадии» (1998—2005)[68].
- Миягашев, Аймир Евгеньевич (26) — российский военнослужащий, гвардии ефрейтор, участник российско-украинской войны, Герой Российской Федерации (2022, посмертно); погиб в бою[69].
- Сайгафаров, Амир Закирович (87) — советский и российский башкирский краевед и писатель[70].
- Села, Михаэль (98) — израильский иммунолог, иностранный член РАН (1994)[71].
- Содано, Анджело (94) — итальянский куриальный кардинал, кардинал — государственный секретарь Святого Престола (1991—2006), кардинал-епископ Остии и декан Коллегии кардиналов (2005—2019)[72].
- Ульссон, Стеллан[швед.] (85) — шведский режиссёр и сценарист[73].
- Чакроборти, Гаутам[англ.] (68) — бангладешский политик и государственный деятель, депутат Национальной ассамблеи Бангладеш (1996—2006), министр водных ресурсов (2001—2006)[74].

## 26 мая

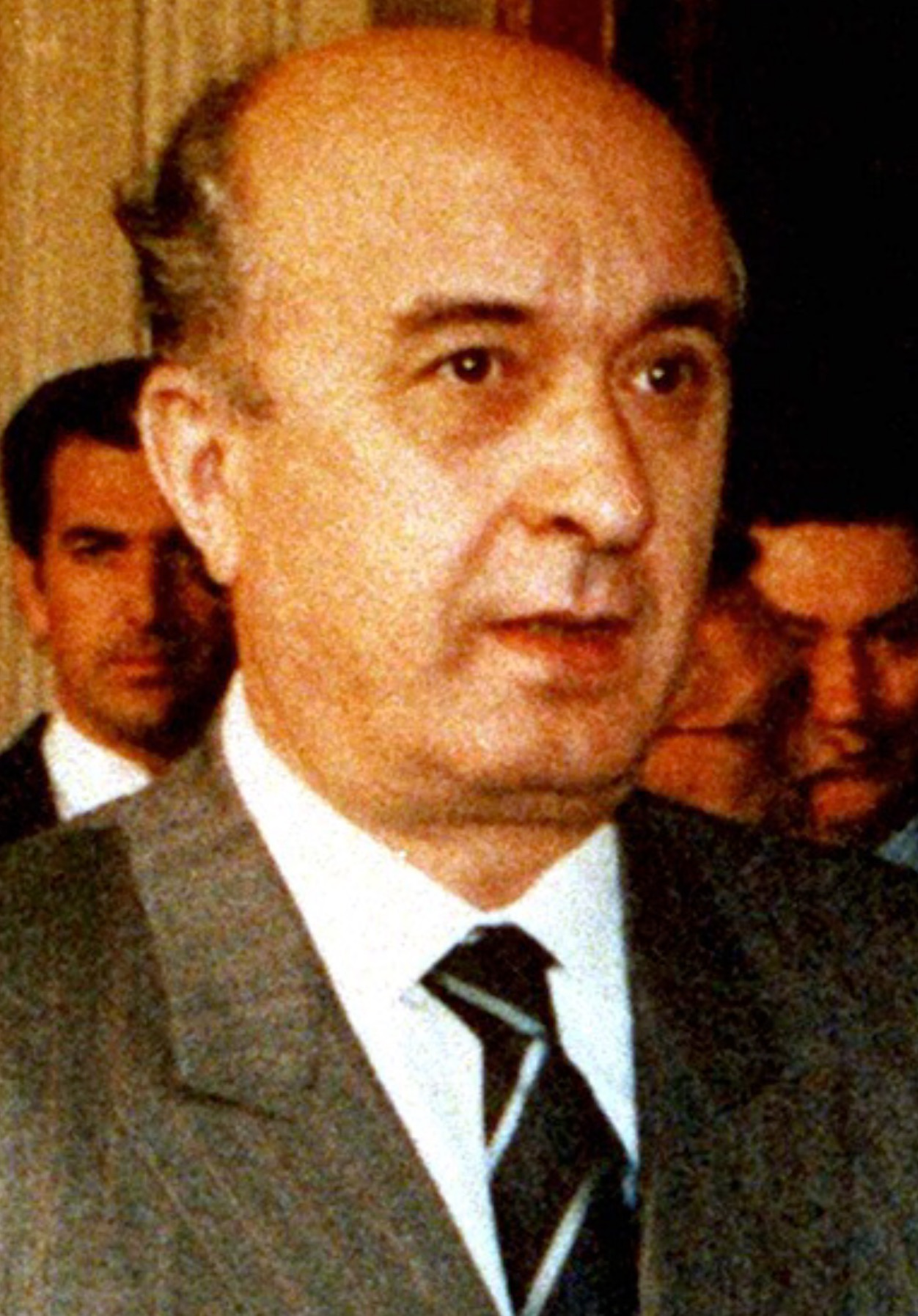
Чириако Де Мита

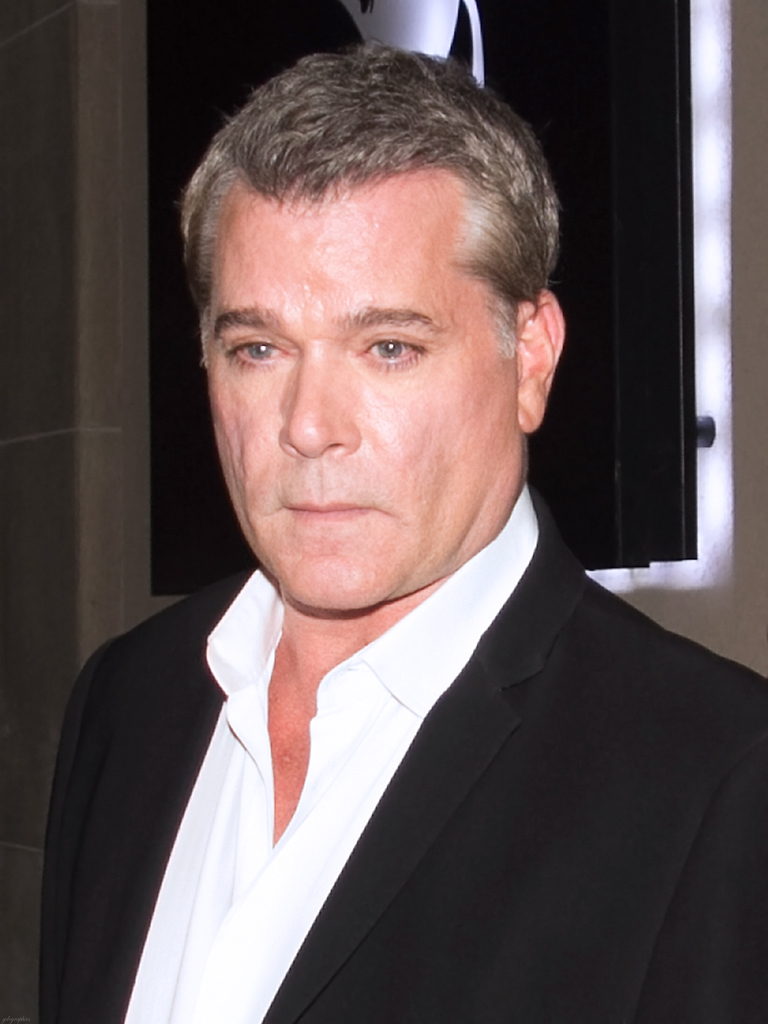
Рэй Лиотта

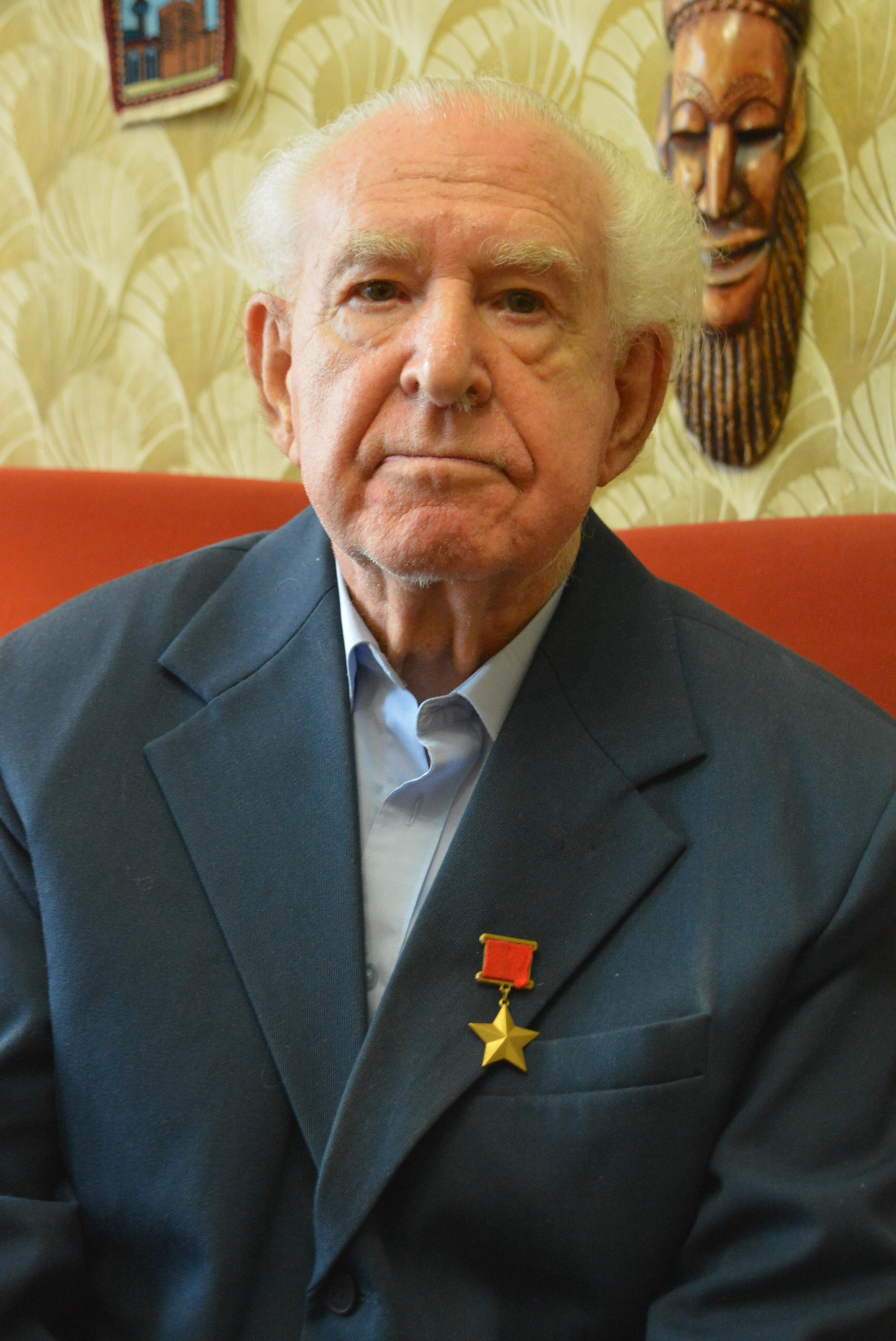
Сергей Романовцев

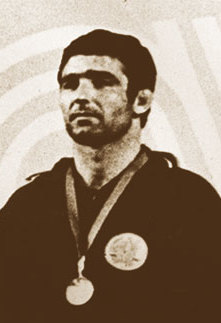
Енё Тодоров

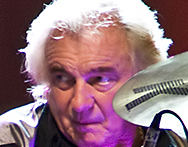
Алан Уайт

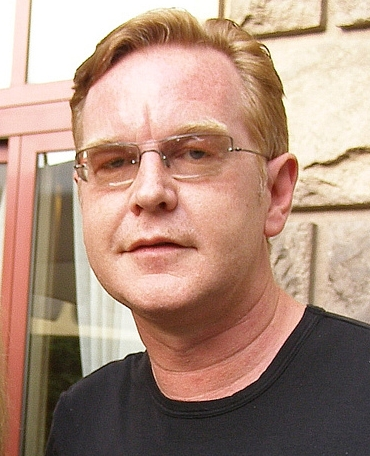
Энди Флетчер

- Бёрджен, Арнольд[англ.] (100) — британский врач, фармацевт и академический администратор, первый президент Европейской академии (1988—1994)[75].
- Де Мита, Чириако (94) — итальянский государственный деятель, председатель Совета министров Италии (1988—1989)[76].
- Додсон, Джон Чарльз[англ.] (97) — английский аристократ, 3-й барон Монк Бреттон (с 1933 года), член Палаты лордов (1948—1999)[77].
- Кукуруза, Теодор Дмитриевич[укр.] (65) — советский и украинский поэт, композитор, автор песен и певец[78].
- Лиотта, Рэй (67) — американский киноактёр[79].
- Мишле, Клод[фр.] (83) — французский писатель[80].
- Морозов, Юрий Иванович (84) — советский хоккеист, заслуженный мастер спорта СССР (1970), заслуженный тренер России[81].
- Новгородов, Алексей Викторович (61) — полковник полиции, кавалер четырёх орденов Мужества[82].
- Романовцев, Сергей Дмитриевич (96) — участник Великой Отечественной войны, Герой Советского Союза (1944)[83].
- Тодоров, Енё (79) — болгарский борец вольного стиля, серебряный призёр Олимпийских игр (1968), чемпион Европы (1969, 1970)[84].
- Уайт, Алан (72) — британский музыкант, барабанщик Yes[85].
- Флетчер, Энди (60) — английский музыкант-клавишник, один из основателей группы Depeche Mode[86][87].
- Яковенко, Владимир Мефодиевич (87) — советский и украинский учёный в области теоретической радиофизики, академик НАНУ (2000)[88].
- Янка Запрудник (95) — белорусско-американский историк и публицист[89].

## 25 мая

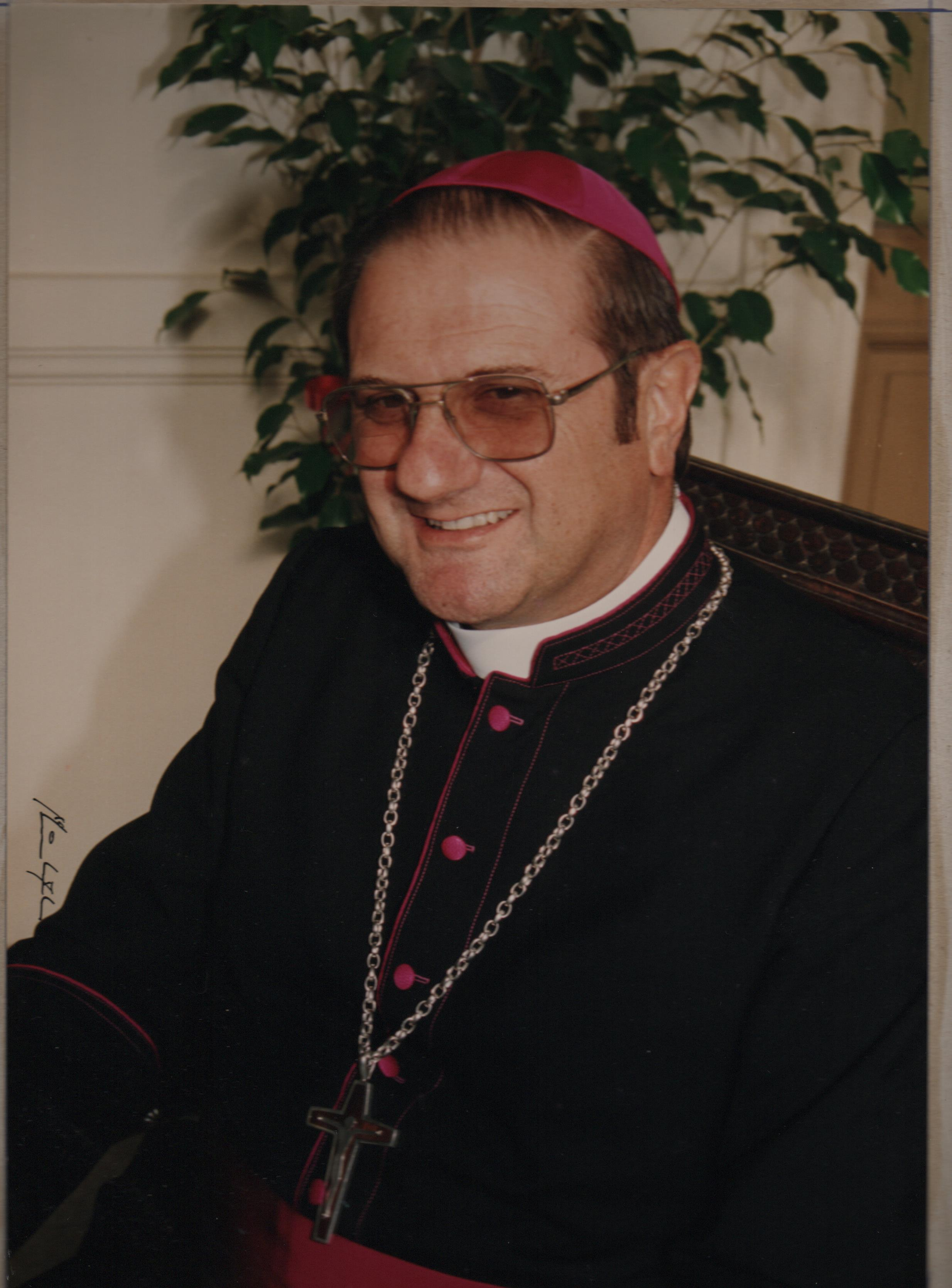
Луис Айхгорн

- Айхгорн, Луис Гильермо (79) — аргентинский католический прелат, епископ Гуалегуайчу (1996—2004), епископ Морона (2004—2017)[90].
- Андриасян, Рубен Суренович (83) — советский и казахстанский театральный режиссёр и педагог, народный артист Казахстана (1992), профессор (2007)[91].
- Анисимов, Александр Викторович (87) — советский и российский архитектор, заслуженный архитектор Российской Федерации (2001), член-корреспондент РААСН (1994)[92].
- Астахов, Михаил Васильевич (74) — советский и российский химик, доктор химических наук (1990), профессор НИТУ «МИСиС»[93].
- Бергер, Тоби[англ.] (81) — американский теоретик информации, лауреат Премии Шеннона (2002)[94].
- Де Ланге, Гейс[нидерл.] (65) — нидерландский актёр и театральный режиссёр[95].
- Досягаев, Александр Сергеевич (32) — российский военнослужащий, подполковник ВДВ РФ, участник российско-украинской войны, Герой России (2022, посмертно); погиб в бою[96].
- Дьярмать, Ливия[венг.] (90) — венгерский кинорежиссёр и сценарист[97].
- Лисальде, Эдуардо[исп.] (92) — мексиканский поэт[98].
- Нельсон, Гэри[англ.] (87) — американский режиссёр[99].
- Столпер, Пинхас[англ.] (91) — американский ортодоксальный раввин и писатель, популяризатор ортодоксального иудаизма[100].
- Шотан, Жан-Луи[фр.] (90) — французский саксофонист[101].

## 24 мая

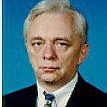
Владимир Аверчев

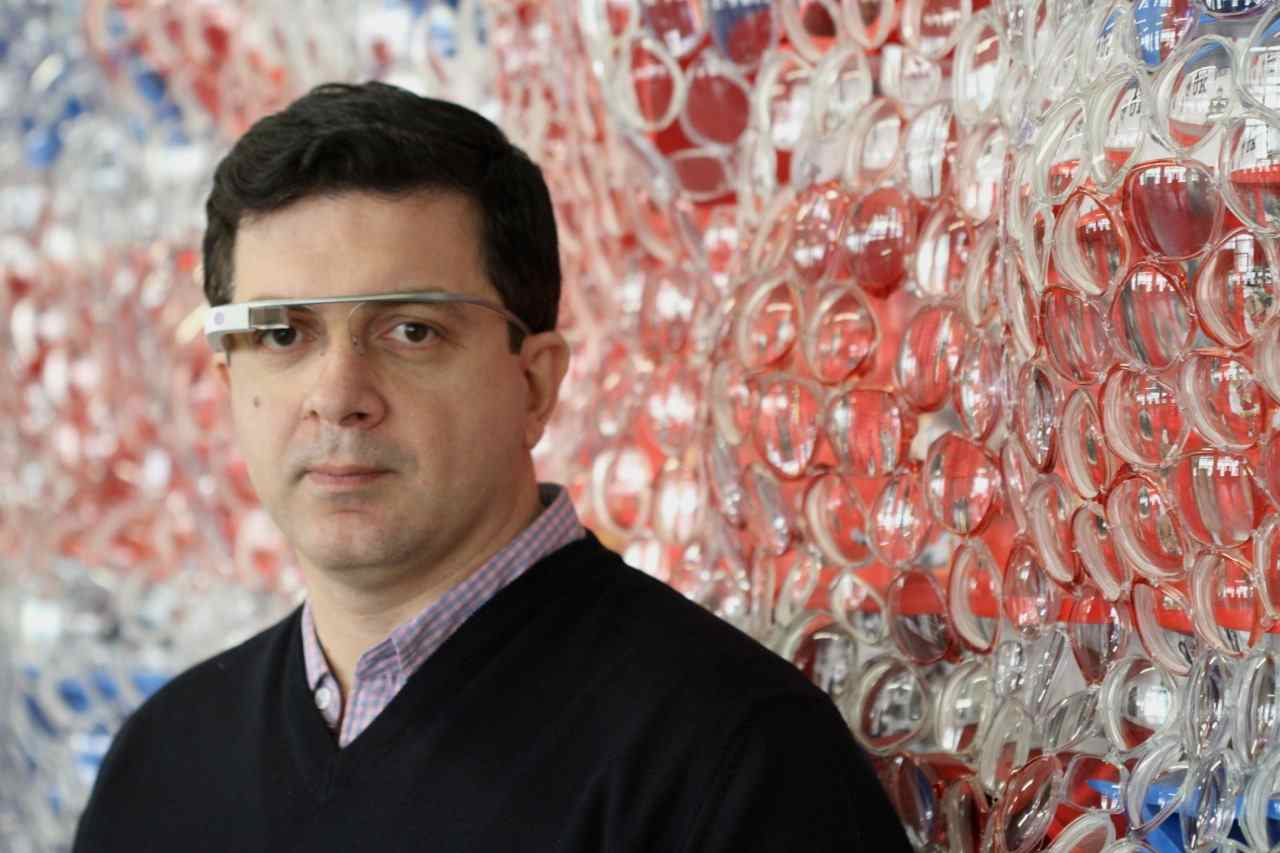
Дэвид Датуна

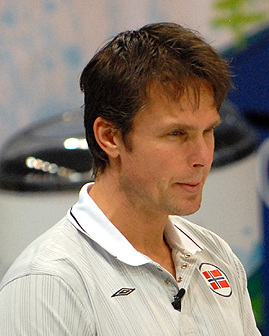
Томас Ульсруд

- Аверчев, Владимир Петрович (75) — российский политический деятель, депутат Государственной Думы I—II созывов (1993—2000)[102].
- Быков, Владимир Лазаревич (74) — советский и российский учёный и деятель медицинского образования, доктор медицинских наук, профессор ПСПбГМУ им. акад. И. П. Павлова, автор учебников по медицине[103].
- Быков, Дмитрий Васильевич (77) — советский и российский учёный в области электроники, доктор технических наук (1988), профессор, ректор МИЭМ (1990—2010)[104].
- Гришин, Альфред Владимирович (81) — советский и российский тренер по боксу, заслуженный тренер СССР (1989)[105].
- Датуна, Дэвид (48) — американский художник[106].
- Кальдерон, Луис[исп.] (92) — перуанский футболист, игрок национальной сборной, бронзовый призёр чемпионата Южной Америки (1949)[107].
- Оука Леэле[исп.] (64) — испанский фотограф[108].
- Соя, Анатолий Игоревич (22)[значимость?] — ведущий солист театра «Кремлёвский балет»; несчастный случай[109].
- Ульсруд, Томас (50) — норвежский кёрлингист, серебряный призёр Олимпийских игр (2010), чемпион мира (2014) и Европы (2010, 2011)[110].
- Фукс, Виктор Робертович (92) — советский и российский океанолог, доктор географических наук, профессор Санкт-Петербургского государственного университета, заслуженный деятель науки Российской Федерации (1999)[111].
- Хаммади, Хамед Юсеф[араб.] (87) — иракский политический деятель, министр культуры и информации Ирака (1991—1996), личный секретарь Саддама Хусейна[112].

## 23 мая

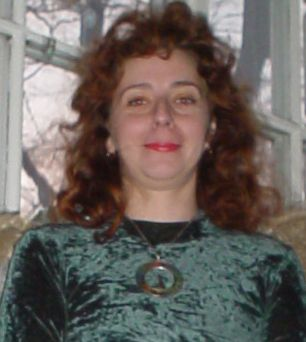
Майя Коссаковская

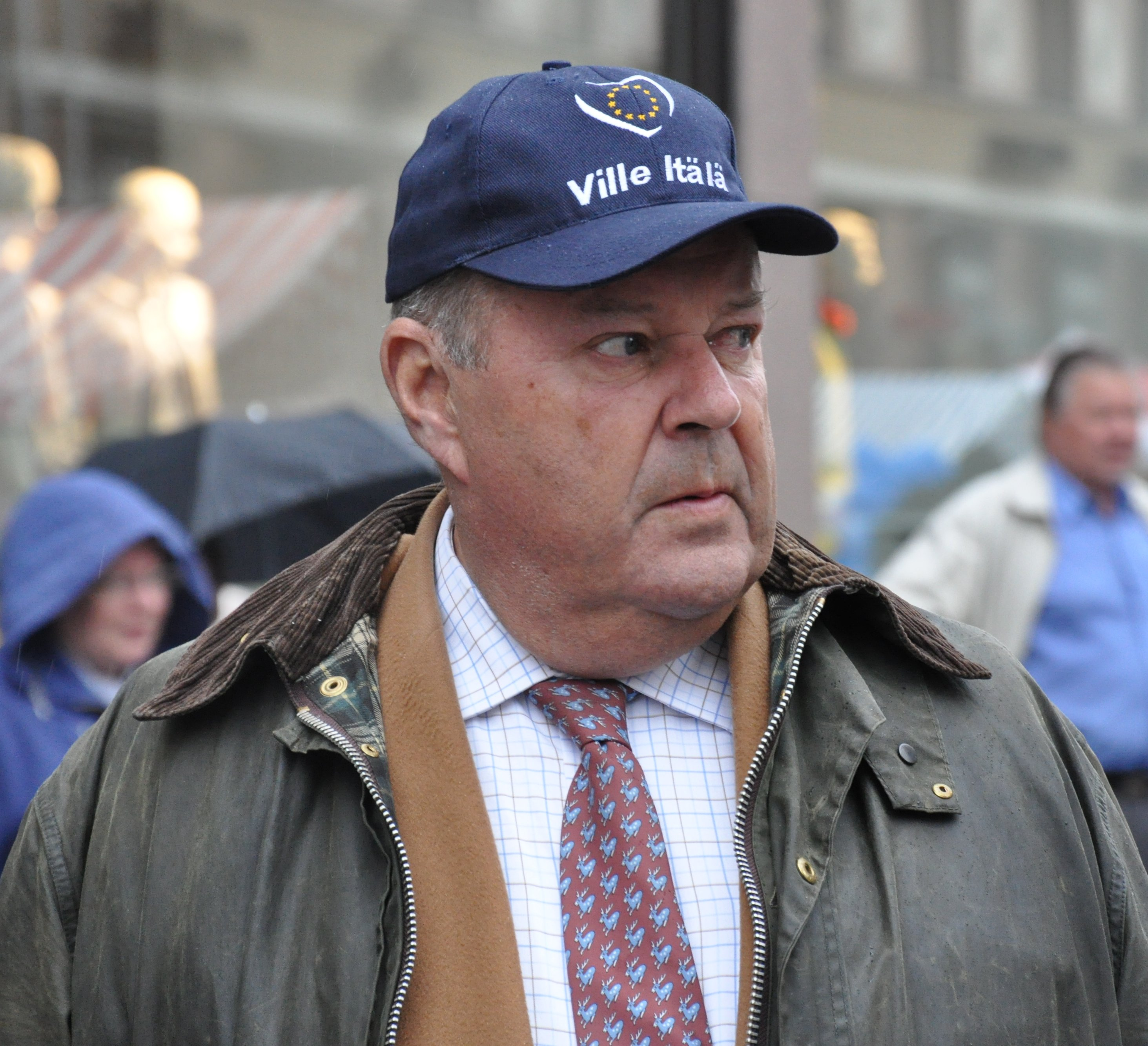
Илкка Суоминен

- Бартлетт, Джейми[англ.] (55) — южноафриканский актёр[113].
- Венделл[порт.] (74) — бразильский футболист[114].
- Градин, Анита?! (88) — шведский политик, журналист и дипломат, депутат Риксдага (1969—1992), член Европейской комиссии (1995—1999)[115].
- Коссаковская, Майя Лидия (50) — польская писательница-фантаст; несчастный случай[116].
- Логинов, Сергей Игоревич (58) — советский и российский футболист[117].
- Патнаик, Сиваджи[англ.] (91) — индийский политик, депутат Лок сабхи (1977—1980, 1989—1996)[118].
- Пигнатано, Джо[англ.] (92) — американский бейсболист и тренер, победитель Мировой серии 1959 в составе клуба «Лос-Анджелес Доджерс»[119].
- Суоминен, Илкка (83) — финский политик и государственный деятель, министр труда и индустрии (1987—1991), председатель парламента Финляндии (1987, 1991—1994), депутат Европейского парламента (1999—2004), председатель Парламентской ассамблеи ОБСЕ (1992—1994)[120].
- Феррари, Франческо[итал.] (75) — итальянский политический деятель, депутат Парламента Италии (1999—2001), депутат Европейского парламента (2007—2009)[121].
- Шнайдер, Эрик[нидерл.] (87) — нидерландский актёр, режиссёр, сценарист[122].

## 22 мая
- Боташев, Канамат Хусеевич (63) — российский военачальник, генерал-майор, участник российско-украинской войны, Герой России (2022, посмертно); погиб в бою[123].
- Божко, Сергей Витальевич (24) — украинский военнослужащий, старший солдат, участник российско-украинской войны, Герой Украины (2023, посмертно); погиб в бою.
- Дугина, Валентина Николаевна (85) — советская и российская театральная актриса, артистка театра «Ленком»[124].
- Дуро, Йожеф[венг.] (55) — венгерский футболист, игрок национальной сборной и тренер[125].
- Захтлебен, Хорст[нем.] (91) — немецкий актёр (умер в этот день, либо в предыдущий)[126].
- Исии, Такаси (75) — японский кинорежиссёр, сценарист и продюсер[127].
- Лосано де ла Фуэнте, Родриго[исп.] (101) — испанский политик, сенатор (1977—1979)[128].
- Мерфи, Дервла[англ.] (90) — ирландская писательница[129].
- Наков, Андрей (80) — французский искусствовед[130].
- Сильвера, Миро[итал.] (80) — итальянский писатель, эссеист и переводчик[131].
- Сюрья, Яакко (96) — финский писатель[132].
- Хаке, Дуберильдо[исп.] (101) — чилийский юрист, профессор и политик, депутат Палаты депутатов Чили (1961—1973)[133].
- Хаким Бей (76/77) — американский анархист, эссеист и поэт[134].
- Хауэллс, Энн[англ.] (81) — британская оперная певица (меццо-сопрано)[135].
- Хедри, Мохаммад Ибрахим[англ.] (84) — афганский борец греко-римского стиля, четырёхкратный участник Олимпийских игр[136].
- Хендерсон, Хейзел[англ.] (89) — американский экономист[137].
- Херцигоня, Эдуард[англ.] (92) — хорватский филолог и историк литературы, член Хорватской академии наук и искусств (1986)[138].
- Хоук, Джо[англ.] (82) — новозеландский политик, депутат Парламента (1996—2002)[139].

## 21 мая
- Ангвафо III из Манкона[англ.] (97) — камерунский традиционный правитель и политик, фон Манкона (с 1959 года), депутат Парламента Камеруна (1962—1988)[140].
- Величко, Наталья Яковлевна (81) — советская и российская актриса театра и кино, заслуженная артистка РСФСР (1985)[141].
- Гампл, Иржи Вацлав[чеш.] (92) — чехословацкий и чешский скульптор и художник[142].
- Гороховодацкий, Сергей Алексеевич (72) — советский футболист, советский и казахстанский футбольный тренер[143].
- Зидек, Иржи[чеш.] (78) — чехословацкий баскетболист, призёр чемпионатов Европы (1967, 1969)[144].
- Зуев, Николай Николаевич (64) — советский самбист, обладатель Кубка мира (1984)[145].
- Кантуэлл, Колин[англ.] (89) — американский художник кино[146].
- Корнес, Марко (63) — чилийский футболист[147].
- Мачнев, Виктор Яковлевич (73) — советский и российский историк и социолог, доктор исторических наук (1982), профессор Самарского университета имени академика С. П. Королёва (1999)[148].
- Рютер, Розмари (85) — американская феминистка и католический богослов[149].
- Фермина, Хюберт[нидерл.] (74) — нидерландский политик, депутат Палаты представителей Нидерландов (1994—1998)[150].
- Форбс, Дэвид[англ.] (88) — австралийский яхтсмен, чемпион летних Олимпийских игр (1972), чемпион мира (1970)[151].
- Хейст, Джейн[англ.] (73) — канадская метательница диска и толкательница молота, двукратная чемпионка игр Содружества (1974), участница летних Олимпийских игр (1976)[152].
- Хонигман, Хедди[нидерл.] (70) — нидерландский кинорежиссёр-документалист[153].
- Чванов, Владимир Константинович (86) — советский и российский учёный в области космического двигателестроения, заслуженный деятель науки Российской Федерации (1997)[154].
- Шишков, Александр Владимирович (34) — российский военнослужащий, гвардии майор ВДВ РФ, участник российско-украинской войны, Герой России (посмертно); погиб в бою[155].

## 20 мая

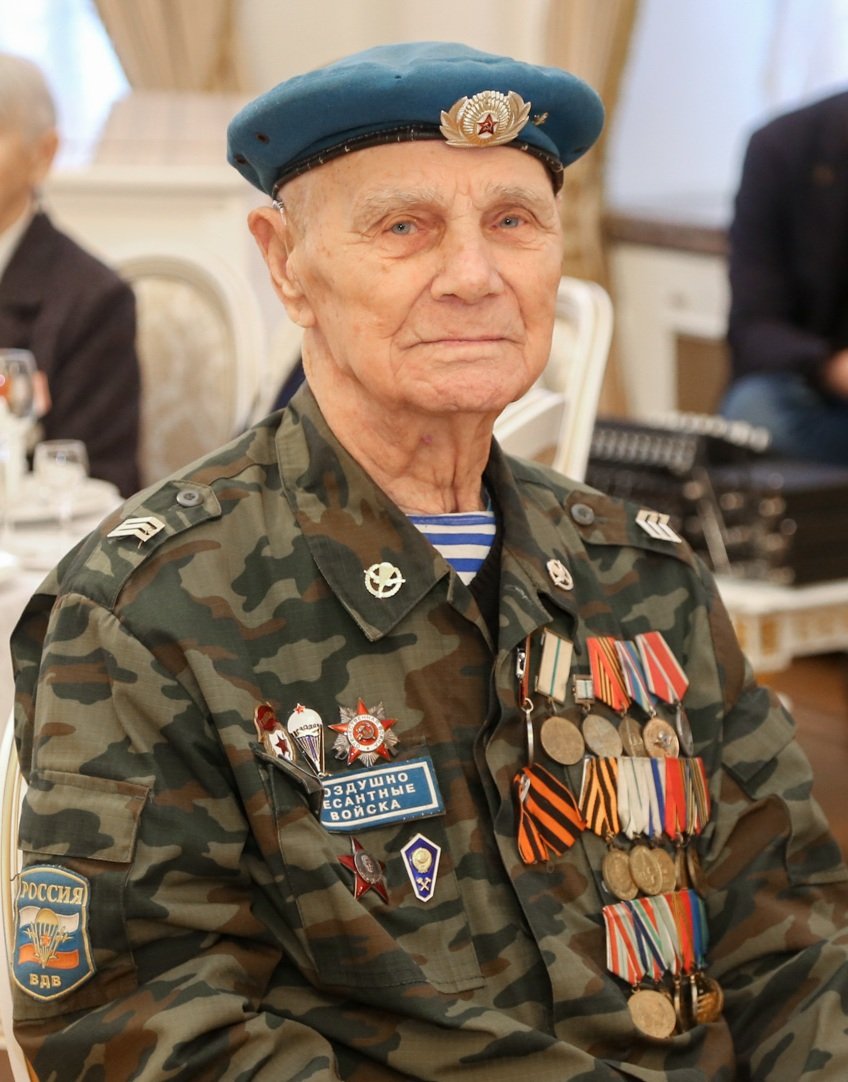
Павел Клетнев

- Бахти, Мехмон (77) — советский и таджикский писатель и драматург, народный писатель Таджикистана[156].
- Бенаисса, Ахмед[фр.] (78) — алжирский актёр[157][158].
- Ваганов, Владимир Александрович (93) — советский подводник, капитан 1 ранга, командир атомной подлодки К-19 (1961—1965), прототип Михаила Поленина в фильме «К-19»[159].
- Джавадян, Юрий Левонович (87) — советский и армянский хозяйственный деятель, министр водного хозяйства и мелиорации Армянской ССР (1986—1990)[160].
- Клетнев, Павел Кузьмич (97) — советский военный, участник Великой Отечественной войны[161].
- Мамытов, Бактыбек Камчыбекович (72) — советский и киргизский диктор и телеведущий, народный артист Кыргызстана (2018)[162].
- Паламетс, Хиллар[эст.] (94) — советский и эстонский историк и радиоведущий, профессор Тартуского университета[163].
- Робироса, Хосефина[исп.] (89) — аргентинский художник-монументалист и карикатурист[164].
- Росес, Сусан[англ.] (80) — филиппинская актриса[165].
- Тейтер, Кирилл[эст.] (69) — эстонский политический деятель, депутат Рийгикогу (1992—1995)[166].
- Хамхоев, Адам Ерахович (30) — капитан Вооружённых сил Российской Федерации, участник русско-украинской войны, Герой Российской Федерации; убит в бою[167].
- Эль Тайеб, Гризельда[англ.] (97) — британская художница и культурный антрополог[168].

## 19 мая

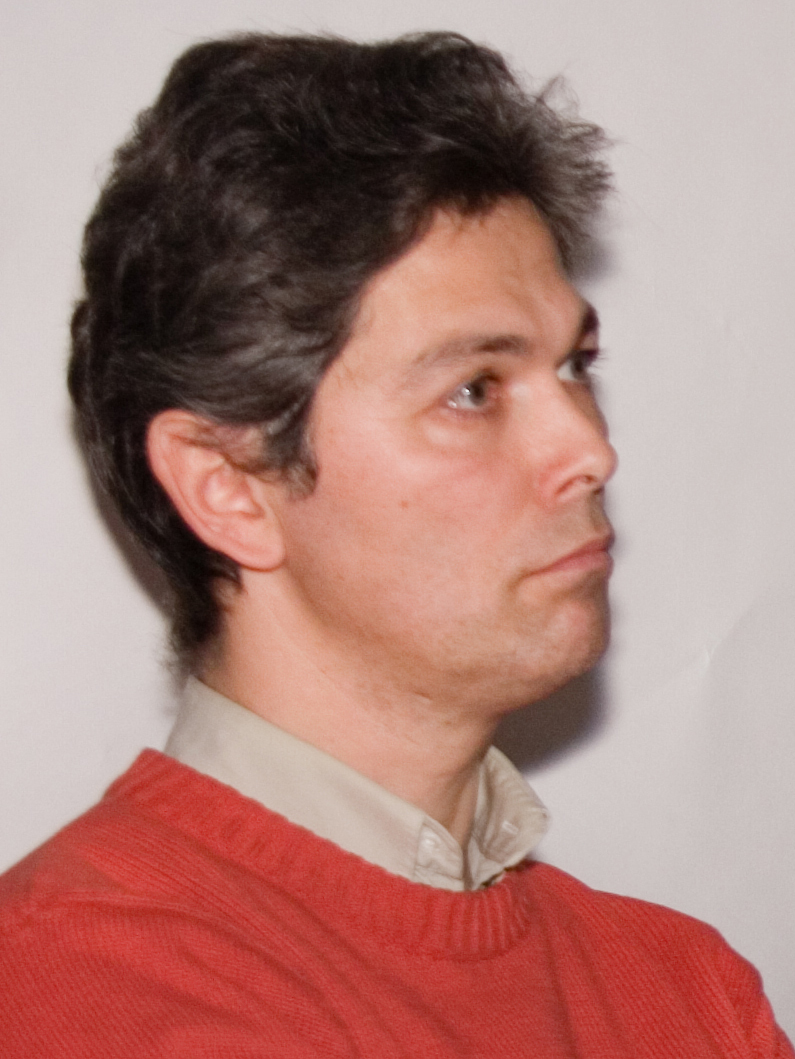
Дмитрий Исаев

- Айзберг, Роман Ефимович (88) — белорусский геолог, член-корреспондент НАН Беларуси (2000)[169].
- Алам, Шехерезада[англ.][значимость?] (74) — пакистанская художница-керамистка[170].
- Асадов, Вагиф Фирудин оглы (75) — советский и азербайджанский режиссёр и актёр, народный артист Азербайджана (2006)[171].
- Ахмед Али, Сардар Асеф (81) — пакистанский государственный деятель, министр иностранных дел (1993—1996)[172].
- Галиев, Ануар Абитаевич (62) — советский и казахстанский историк, этносемиолог, доктор исторических наук, профессор[173].
- Гарипов, Талмас Магсумович (93) — советский и российский лингвист-тюрколог, заслуженный деятель науки Российской Федерации (1992)[174].
- Григорюк, Иван Афанасьевич (80) — украинский биолог и эколог, член-корреспондент НАН Украины (2000)[175].
- Исаев, Дмитрий Дмитриевич (65) — советский и российский психиатр, психотерапевт, сексолог[176].
- Казакова, Наталья Юрьевна (57) — российский и американский литературовед[177].
- Лера, Чете (72) — испанский актёр; ДТП[178].
- Лукьянов, Герман Юрьевич (60) — российский адвокат и правозащитник[179].
- Мамедов, Тофик Садиг оглы (65) — азербайджанский биолог, доктор биологических наук (2004), директор Мардакянского дендрария (с 1996 года), член-корреспондент НАНА (2006); погиб в экспедиции[180].
- Райт, Бернард (58) — американский фанк- и джазовый музыкант и певец; ДТП[181].
- Хатчисон, Мейвис[англ.] (97) — южноафриканская спортсменка, мировая рекордсменка с беге на длинные дистанции[182].
- Хён Чхоль Хэ (87) — северокорейский военный деятель, маршал Корейской народной армии (2016)[183].
- Хоффман, Джозеф[англ.] (97) — американский физиолог, член Национальной академии наук США (1981)[184].
- Шарплз, Памела[англ.] (99) — британская аристократка, баронесса Шарплз, член Палата лордов (1973—2017)[185].

## 18 мая

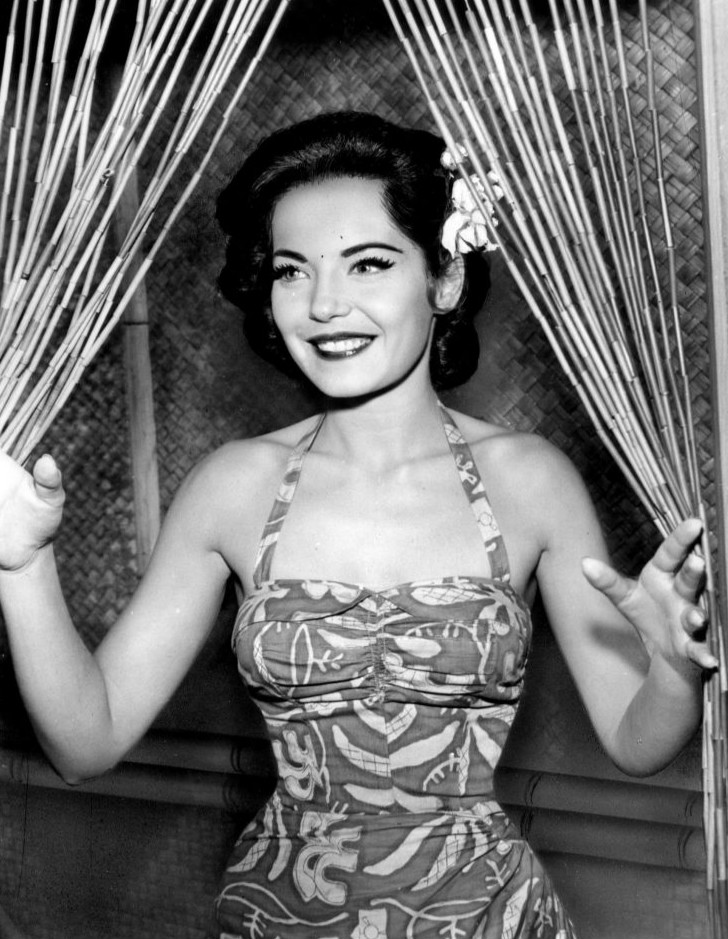
Линда Лоусон

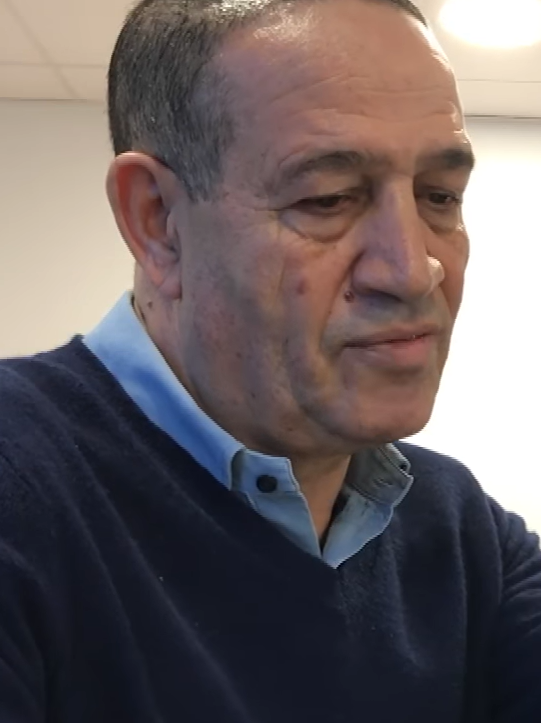
Фаузи Мансури

- Балеани, Сильвия (80) — аргентинская и итальянская оперная певица (сопрано)[186].
- Бауэрова, Гана[чеш.] (91) — чехословацкая и чешская актриса[187].
- Вильяр, Доминго[исп.] (51) — испанский писатель[188].
- Дроздов, Сергей Владимирович (53) — российский врач-эндоскопист, заслуженный врач Российской Федерации (2019)[189].
- Израэль, Вернер (90) — канадский физик, член Лондонского королевского общества (1986)[190].
- Лоусон, Линда (86) — американская актриса[191].
- Мавродин, Генри[рум.] — румынский художник[192].
- Мансури, Фаузи (66) — алжирский футболист, игрок национальной сборной[193].
- Моеране, Мфо (52) — южноафриканский политический деятель, мэр Йоханнесбурга (2021); ДТП[194].
- Нойвирт, Боб[англ.] (82) — американский певец и автор песен[195].
- Плесков, Рауль[англ.] (91) — американский композитор[196].
- Плимли, Пол[англ.] (69) — канадский джазовый пианист и вибрафонист[197].
- Резетаритс, Томас[нем.] (82) — австрийский скульптор[198].
- Рейкен, Вим[нидерл.] (63) — нидерландский актёр, поэт и певец[199].
- Смык, Александр Иванович[укр.] (64) — советский и украинский бард, поэт, драматург[200].
- Хауэллс, Энн[англ.] (81) — британская оперная певица (меццо-сопрано)[201].
- Шустр, Мартин[чеш.] (31) — чешский футболист, вратарь («Зброёвка»); ДТП[202].

## 17 мая

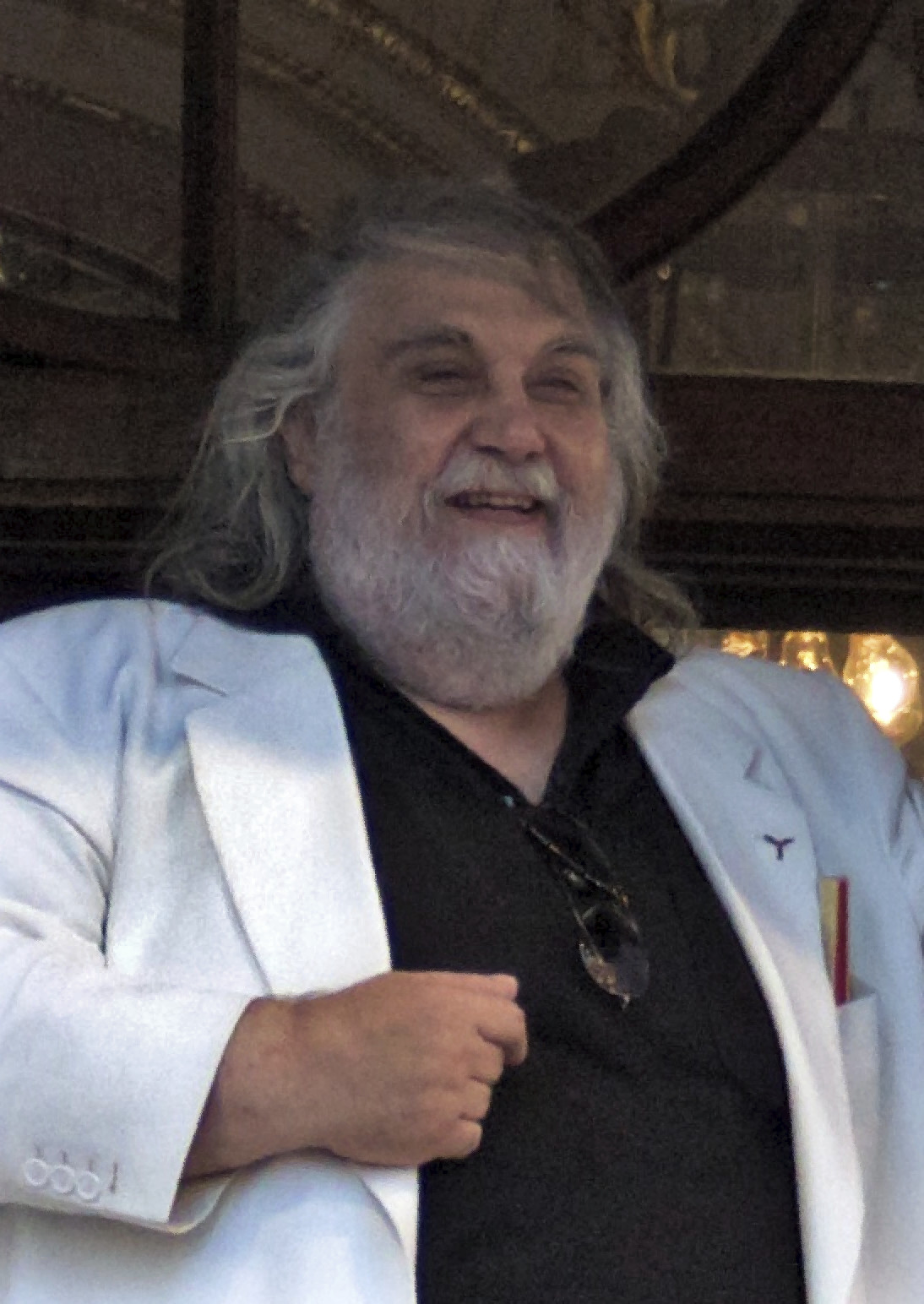
Вангелис

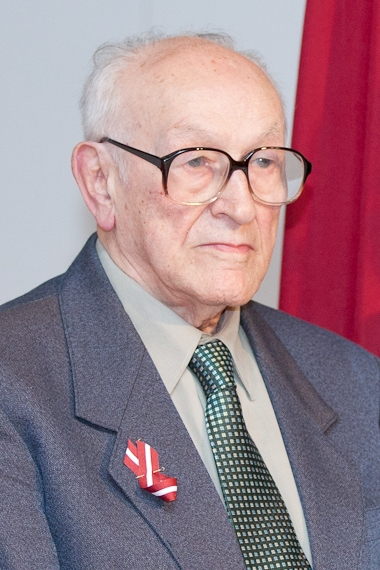
Роланд Калныньш

- Байдун, Мухаммад[англ.] (70) — ливанский политик и государственный деятель, депутат Парламента (1992—2005), министр энергетики (1992, 2000—2003), министр жилищного строительства и кооперативов (1990—1992)[203].
- Бертран, Роберт[англ.] (69) — канадский политик, депутат Палаты общин Канады (1993—2004)[204].
- Вангелис (79) — греческий композитор и музыкант[205].
- Викентий (Маламатениос) (68) — архиерей Константинопольской православной церкви, епископ Апамейский (1998—2012)[206].
- Калныньш, Роланд Юльевич (100) — советский и латвийский кинорежиссёр[207].
- Клеппе, Йохан[англ.] (93) — норвежский политик и государственный деятель, депутат Стортинга (1969—1973), министр обороны (1972—1973)[208].
- Козлова, Татьяна Васильевна (91) — советский и российский автор учебной и научной литературы по моде, искусству и дизайну, доктор технических наук, профессор РГУ имени А. Н. Косыгина[209].
- Кокилашвили, Вахтанг Михайлович (83) — грузинский математик, действительный член НАН Грузии (2013)[210].
- Корриган, Джеральд[англ.] (80) — американский банкир, президент Федерального резервного банка Нью-Йорка (1985—1993)[211].
- Мендоса Берруэто, Элисео[исп.] (91) — мексиканский политик и государственный деятель, член Палаты депутатов (1985—1987), губернатор штата Коауила (1987—1993)[212].
- Мосийчук, Игорь Петрович (59) — молдавский художник[213].
- Рабба, Мохамед[нидерл.] (81) — нидерландский политик, депутат Палаты представителей Нидерландов (1994—2002)[214].
- Родригес Гарсия, Франсиско (88) — испанский футболист и тренер, игрок национальной сборной, участник чемпионата мира (1962)[215].
- Чон Рэ Хёк[кор.] (96) — южнокорейский государственный деятель, министр торговли и промышленности (1961—1962), министр обороны (1970—1971)[216].
- Шуленбург, Марни[англ.] (37) — американская актриса, лауреат премии «Эмми» (2010)[217].

## 16 мая

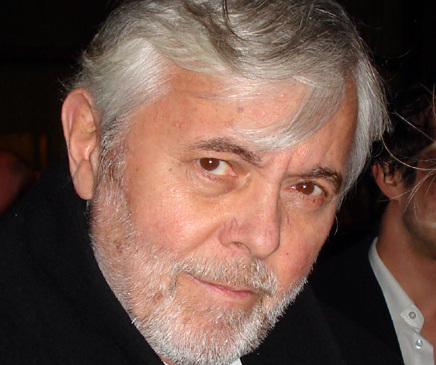
Йозеф Абргам

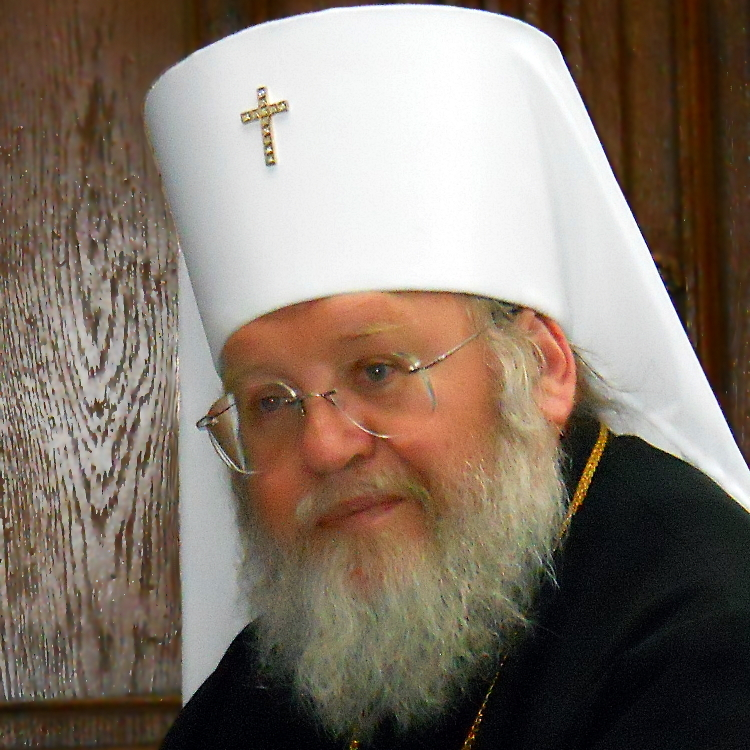
Иларион (Капрал)

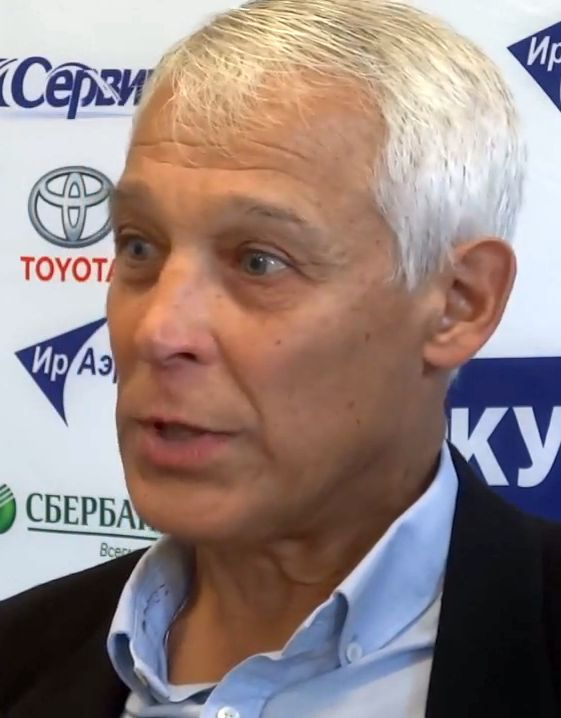
Владимир Янко

- Абргам, Йозеф (82) — чехословацкий и чешский актёр[218].
- Базедов, Райнер[нем.] (83) — немецкий актёр[219].
- Иларион (Капрал) (74) — епископ РПЦЗ, первоиерарх РПЦЗ и митрополит Восточно-Американский и Нью-Йоркский (с 2008 года)[220].
- Ларуа, Ленни[нидерл.] (Бен ван дер Тир) — нидерландский поп-певец и музыкант-мультиинструменталист[221].
- Лима, Элена ди[порт.] (95) — бразильская певица[222].
- Манджиев, Аркадий Наминович (60) — советский и российский композитор[223].
- Мольнар, Альбин[англ.] (86) — венгерский яхтсмен, участник Олимпийских игр (1960)[224].
- Накким, Хьеллёуг[нюнорск] (81) — норвежский политик, депутат Стортинга (1989—2001)[225].
- Окуладжа, Адемола[нем.] (46) — немецкий баскетболист[226].
- Питерс, Кэрол Энн[англ.] (89) — американская фигуристка, двукратный бронзовый призёр чемпионата мира (1952, 1953)[227].
- Стассинопулос, Эпаминондас[англ.] (101) — американский астрофизик[228].
- Фасхитдинов, Ридик Ахметович (82) — советский и российский баянист, заслуженный артист РСФСР (1989)[229].
- Фатеминия, Сейед Абдолла[англ.] (76) — иранский историк и аятолла[230].
- Эвандер, Пер Гуннар (89) — шведский писатель[231].
- Эйлуорд, Джон[англ.] (75) — американский актёр[232][233]
- Янко, Владимир Владимирович (73) — советский хоккеист с мячом, советский и российский тренер, заслуженный мастер спорта СССР (1973), заслуженный тренер СССР (1991)[234].

## 15 мая

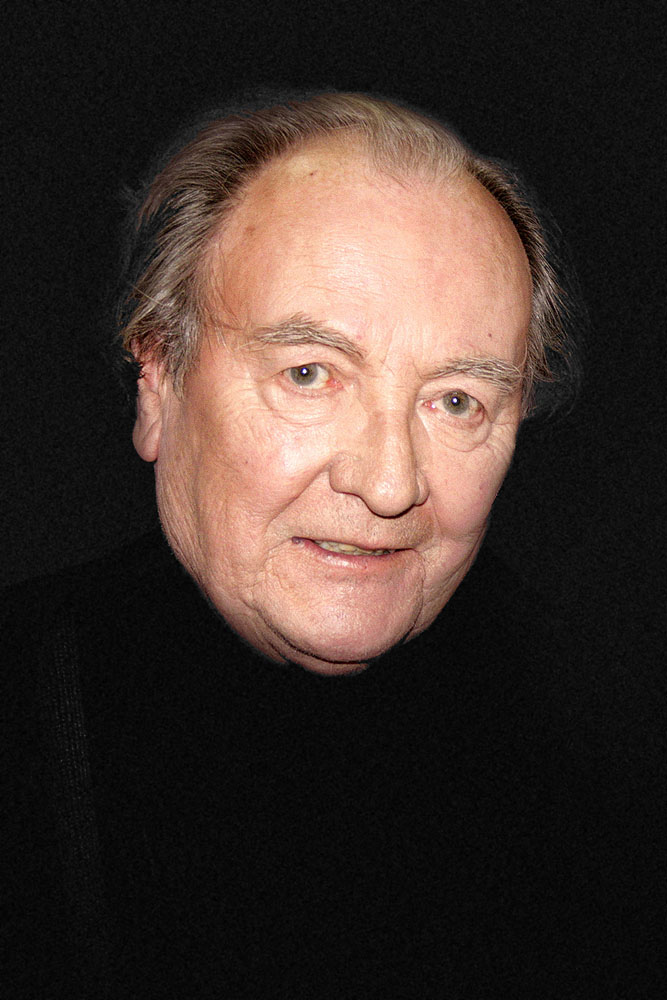
Игнаций Гоголевский

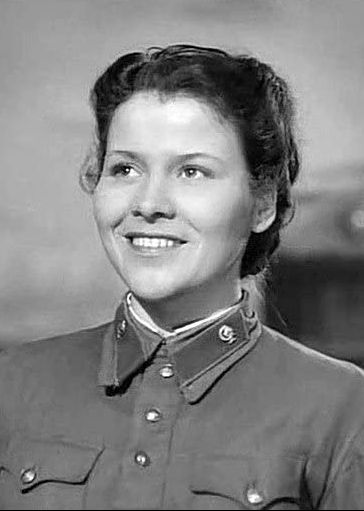
Нина Мазаева

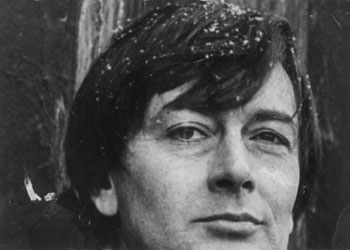
Нокс Мартин

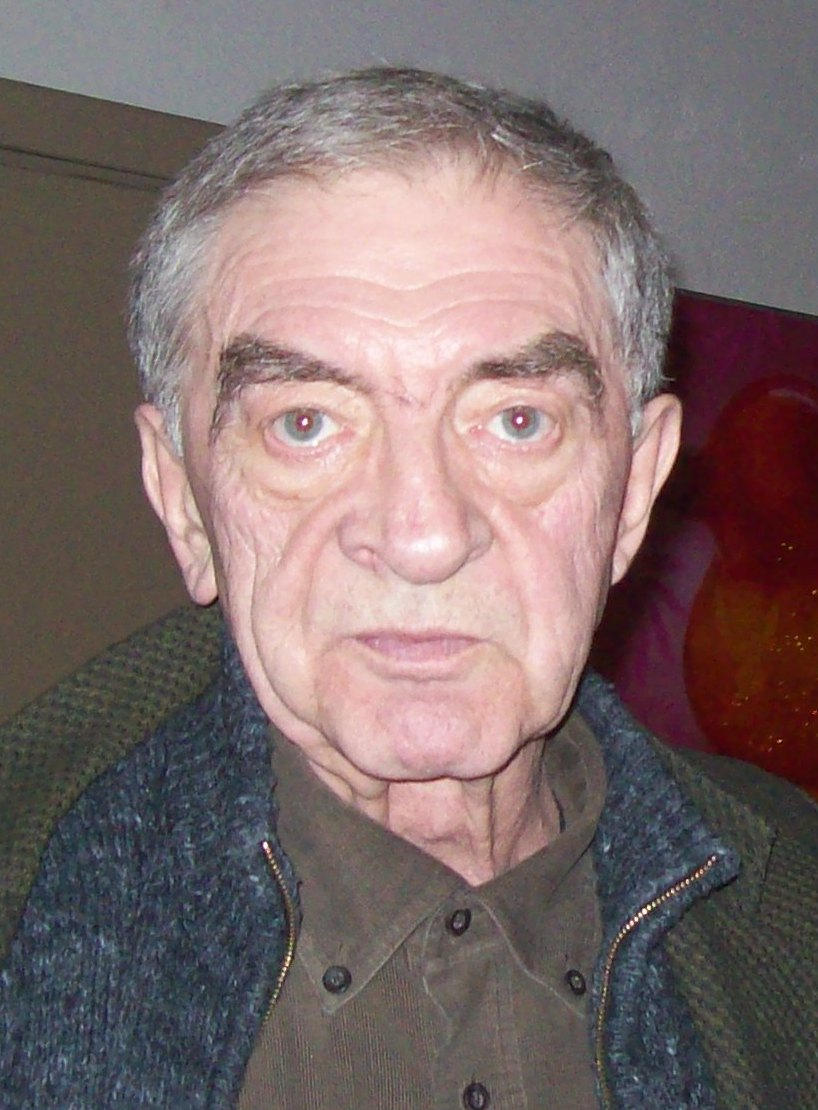
Ежи Треля

- Валека, Шербан[рум.] (65) — румынский политический деятель, депутат Парламента (2000), сенатор (2008—2020)[235].
- Гафуризаде, Хосейн[англ.] (78) — иранский спринтер, участник Олимпийских игр (1964)[236].
- Гоголевский, Игнаций (90) — польский актёр[237].
- Глубокова, Лидия Тимофеевна (68) — советская хоккеистка (хоккей на траве), бронзовый призёр летних Олимпийских игр (1980)[238].
- Жылгелдиев, Сагат Ермагамбетович (67) — казахский актёр театра и кино, заслуженный артист Казахстана (1995)[239].
- Ко Гви Нам[англ.] (88) — южнокорейский политик, депутат Национального собрания (1972—1988)[240].
- Ковальчик, Тадеуш[пол.] (89) — польский политик, депутат Сейма (1989—1993)[241].
- Когуа, Робер[англ.] (82) — бельгийский эстрадный певец[242].
- Ленюк, Олег Олегович (23) — украинский спортсмен, член сборной Украины  по спортивному ориентированию, младший лейтенант украинской армии, участник российско-украинской войны; погиб в бою[243].
- Мазаева, Нина Яковлевна (100) — советская и российская актриса театра и кино, заслуженная артистка РСФСР (1979)[244].
- Мартин, Нокс (99) — американский скульптор и художник[245].
- Милгаард, Дэвид (69) — канадец, ошибочно осужденный за убийство и изнасилование, который провёл 23 года в заключении[246].
- Остоич, Стеван (80) — югославский футболист и тренер[247].
- Питерсон, Мэгги[англ.] (81) — американская актриса[248][249].
- Треля, Ежи (80) — польский актёр театра, кино и телевидения[250].
- Хёфельс, Клара[нем.] (73) — немецкая актриса[251].
- Шэнахэн, Шон[англ.] (71) — канадский хоккеист («Монреаль Канадиенс», «Бостон Брюинз»)[252].

## 14 мая

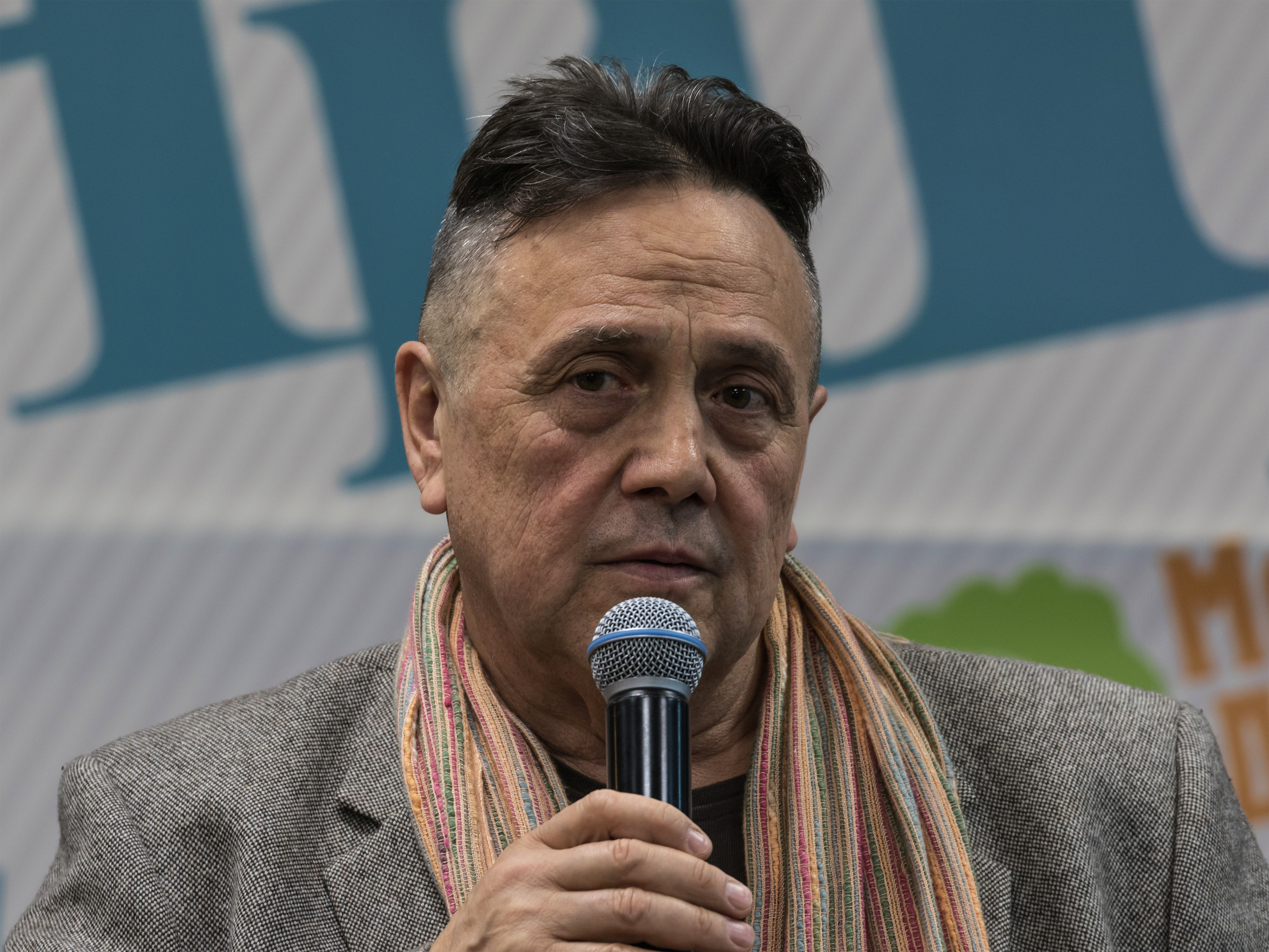
Ренат Ибрагимов

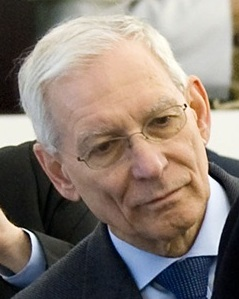
Валерио Онида

- Бабушкин, Андрей Владимирович (58) — российский правозащитник, общественный и политический деятель, член СПЧ (с 2012 года)[253].
- Биго, Бернар[фр.] (72) — французский химик и государственный служащий, генеральный директор Комиссариата по атомной и альтернативным видам энергии (2009—2014) и Международного экспериментального термоядерного реактора (с 2015 года)[254].
- Жюдишелли, Кристиан[фр.] (79) — французский писатель и литературный критик[255].
- Ибрагимов, Ренат Исламович (74) — советский и российский эстрадный певец (баритон), актёр, композитор, продюсер, кинорежиссёр, народный артист РСФСР (1981)[256].
- Николас, Питер[англ.] (80) — американский бизнесмен, сооснователь Boston Scientific (1979)[257].
- Онида, Валерио (86) — итальянский юрист, председатель Конституционного суда Италии (2004—2005)[258].
- Пархоменко, Сергей Игоревич (25) — украинский военный лётчик, капитан, участник российско-украинской войны, Герой Украины (2022, посмертно); погиб в бою[259].
- Ролон, Макси (27) — аргентинский футболист; ДТП[260].
- Савир, Ури[ивр.] (69) — израильский политик и дипломат, депутат Кнессета (1999—2001), главный переговорщик по Соглашениям в Осло (1993—1996)[261].
- Силвейра, Брену[порт.] (58) — бразильский кинорежиссёр[262].
- Синьорелли, Фердинандо[итал.] (93) — итальянский политический деятель, сенатор (1984—1996)[263].
- Эльмасри, Рамез[англ.] (71) — американский компьютерный учёный[264].

## 13 мая

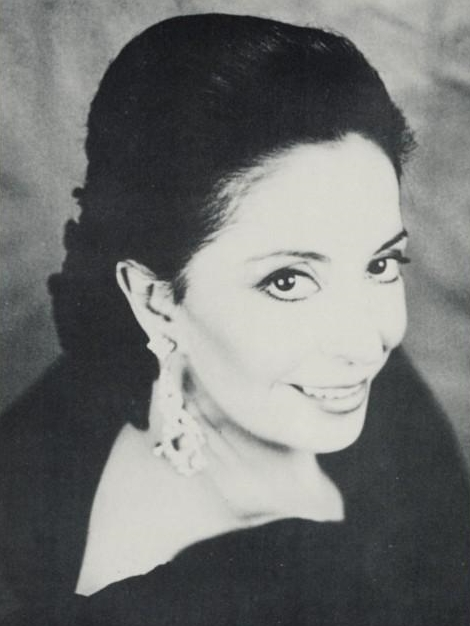
Тереса Берганса

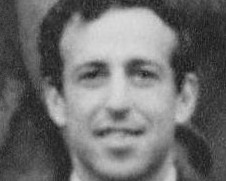
Бен Моттельсон

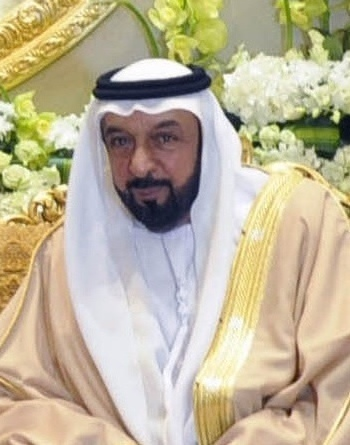
Халифа ибн Заид Аль Нахайян

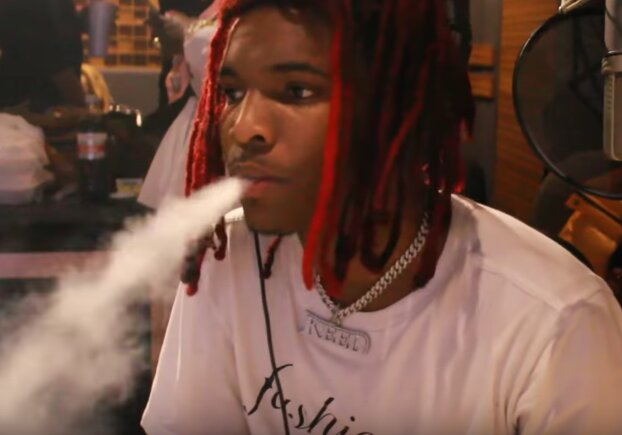
Lil Keed

- Берганса, Тереса (89) ― испанская оперная певица (меццо-сопрано)[265].
- Гардинер, Рики[англ.] (73) — британский поп-гитарист и композитор[266].
- Джуди, Карим[фр.] (63) — алжирский государственный деятель, министр финансов (2007—2014)[267].
- Лазутка, Валентин Антонович[значимость?] (90) — советский и литовский государственный и партийный деятель, секретарь и член бюро Центрального комитета, первый секретарь Вильнюсского городского комитета Компартии Литвы (1990—1991)[268],.
- Моттельсон, Бен Рой (95) — американо-датский физик, специалист в области теоретической ядерной физики, лауреат Нобелевской премии по физике (1975)[269].
- Нарышкина, Наталья Андреевна (81) — советский и российский искусствовед[270].
- Панютина, Светлана Анатольевна (54) — советская и российская биатлонистка и судья международной категории по биатлону[271].
- Петренко, Вадим Михайлович (76) — советский и украинский государственный и политический деятель, народный депутат (2006—2012)[272].
- Престон, Саймон[англ.] (83) — британский органист, дирижёр и композитор[273].
- Самохин, Виктор Сергеевич (68) — советский и российский футболист, футбольный тренер[274].
- Спешилов, Александр Викторович (79) — советский военный деятель, начальник Кронштадтского гарнизона (1986—1991), контр-адмирал[275].
- Фор, Жан (85) — французский политический деятель, сенатор (1983—2011)[276].
- Халифа ибн Заид Аль Нахайян (73) — эмир Абу-Даби и президент Объединённых Арабских Эмиратов (с 2004 года)[277].
- Ян Хён Соп (96) — северокорейский государственный деятель, председатель Президиума Верховного народного собрания КНДР (1983—1998)[278].
- Lil Keed (24) — американский рэпер[279].

## 12 мая

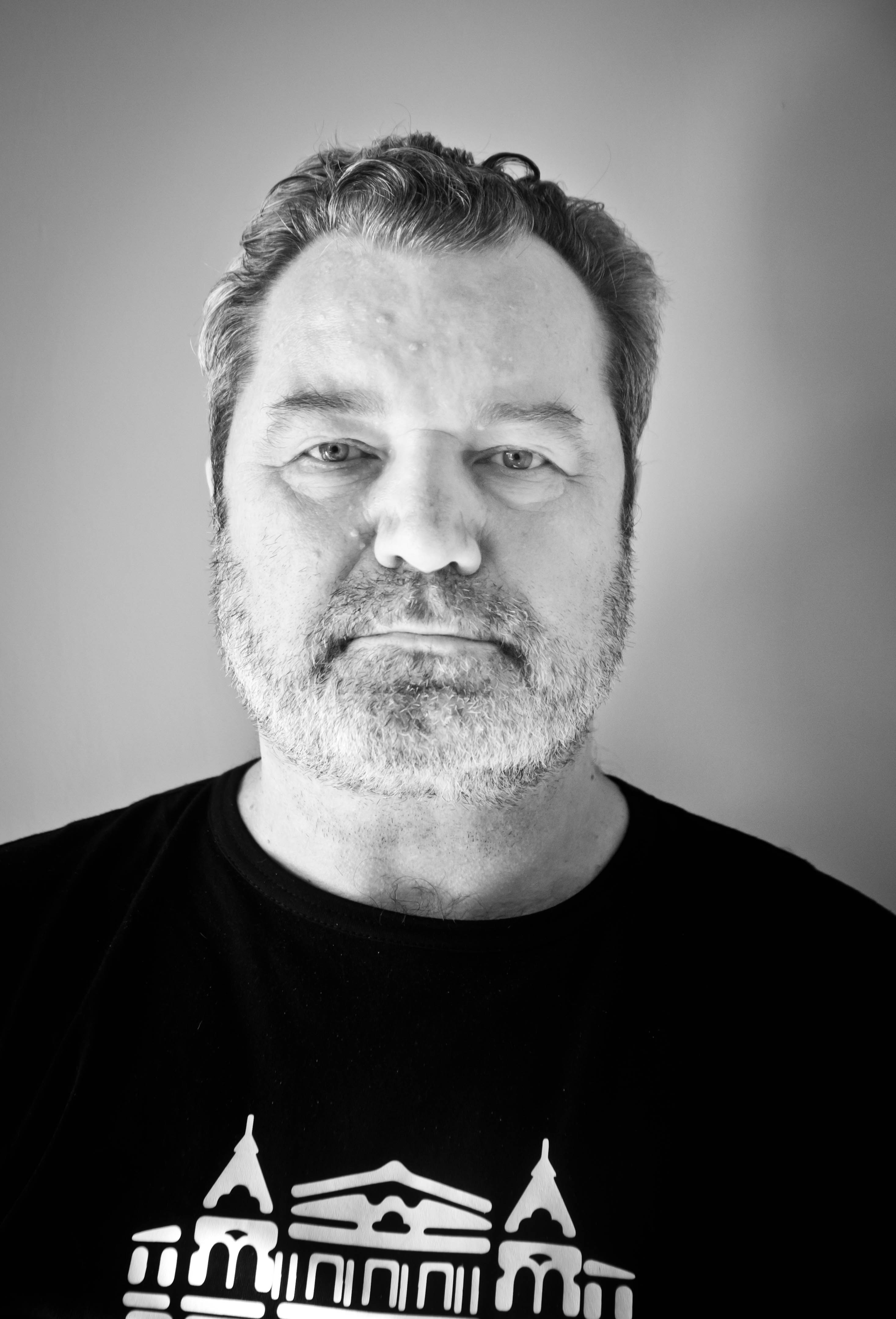
Валерий Гришко

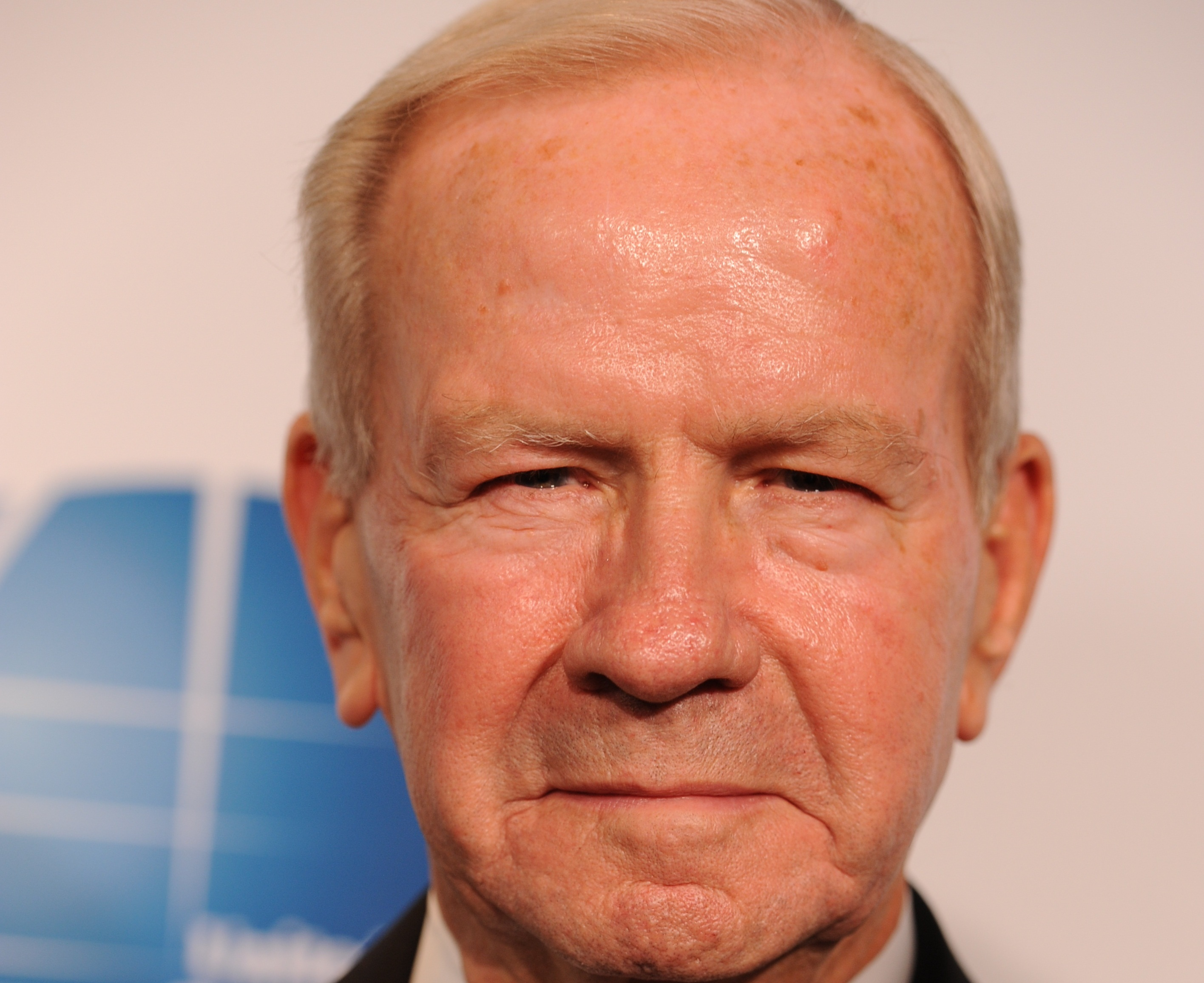
Роберт Макфарлейн

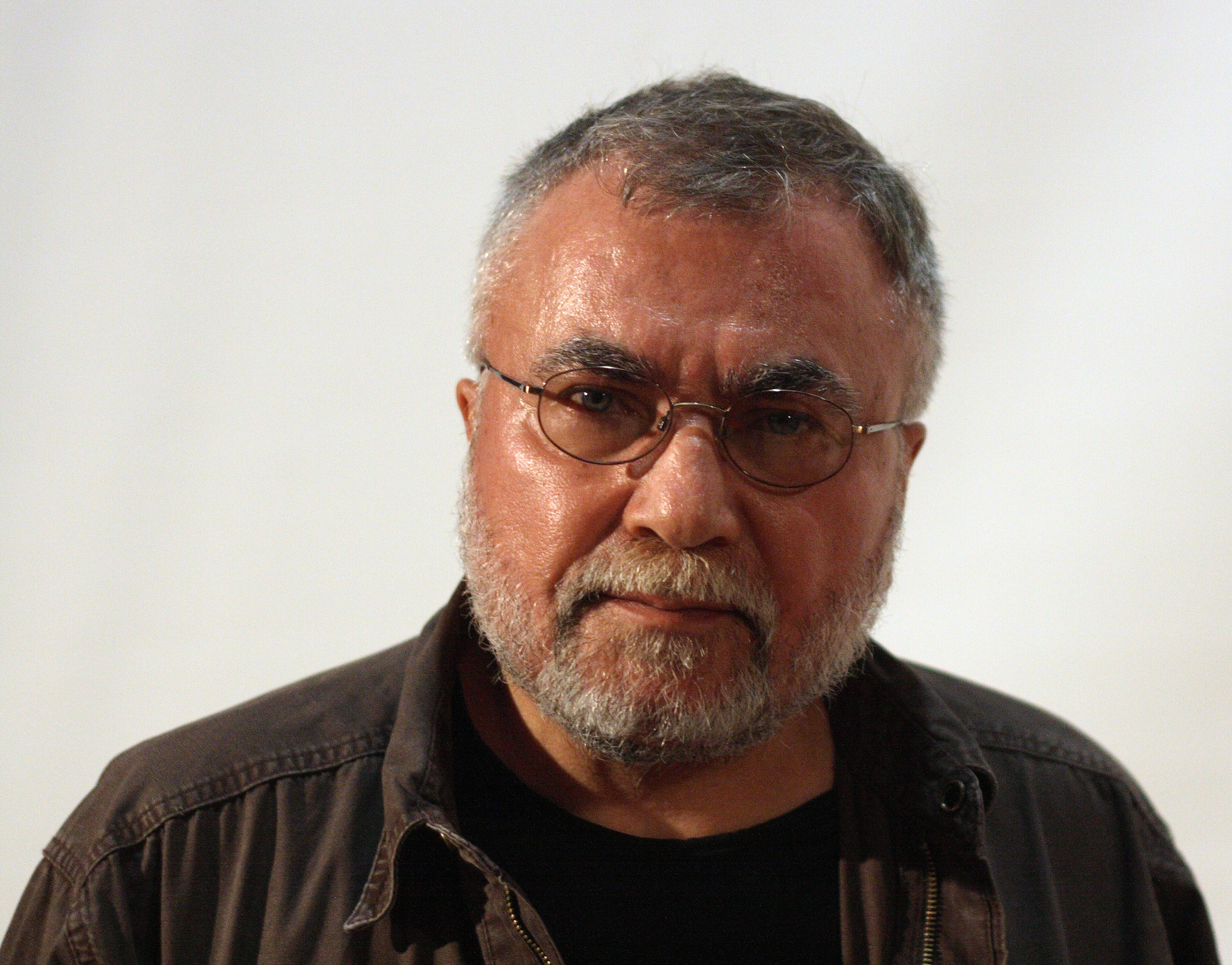
Алексей Цветков

- Афшар, Халех[англ.] (77) — британский политик, член Палаты лордов (с 2007 года)[280].
- Барашков, Пётр Николаевич (87) — советский военный деятель и педагог, профессор, генерал-лейтенант, начальник Военной академии связи имени С. М. Будённого (1988—1991)[281].
- Бренк, Давид[пол.] (32) — польский баскетболист[282].
- Гришко, Валерий Викторович (70) — советский и российский актёр театра и кино, главный режиссёр (2009—2019) и художественный руководитель (с 2019 года) Самарского театра драмы[283].
- Караваева, Нина Анатольевна (89) — советский и российский почвовед-географ и картограф, доктор географических наук (1982), сотрудник ИГАН (c 1964)[284].
- Картон, Бернар[фр.] (74) — французский политик, депутат Национального собрания Франции (1988—1993)[285].
- Макфарлейн, Роберт (84) — американский политик, советник президента США по национальной безопасности (1983—1985)[286].
- Молликоне, Генри[англ.] (76) — американский композитор[287].
- Нукара, Франческо[итал.] (82) — итальянский политик, член Палаты депутатов Италии (1983—1994, 2006—2013)[288].
- Пазетто, Джорджо[итал.] (80) — итальянский политик, депутат Палаты депутатов Италии (1996—2006), сенатор (2006—2008)[289].
- Пензин, Виктор Петрович (83) — советский и российский художник, основатель (1989) и директор (1989—2014) Московского музея народной графики[290].
- Рубашкин, Борис (89) — австрийский исполнитель русских песен и романсов[291].
- Цветков, Алексей Петрович (75) — русский поэт, прозаик, эссеист, критик и переводчик[292].

## 11 мая

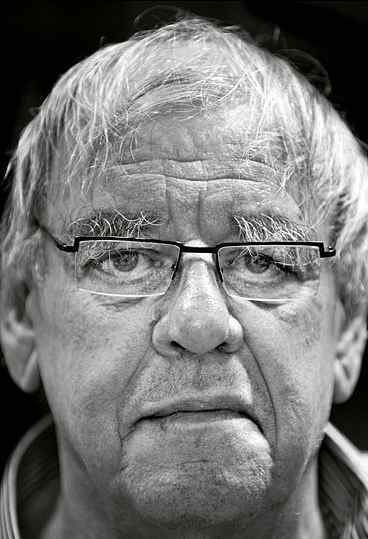
Йерун Брауверс

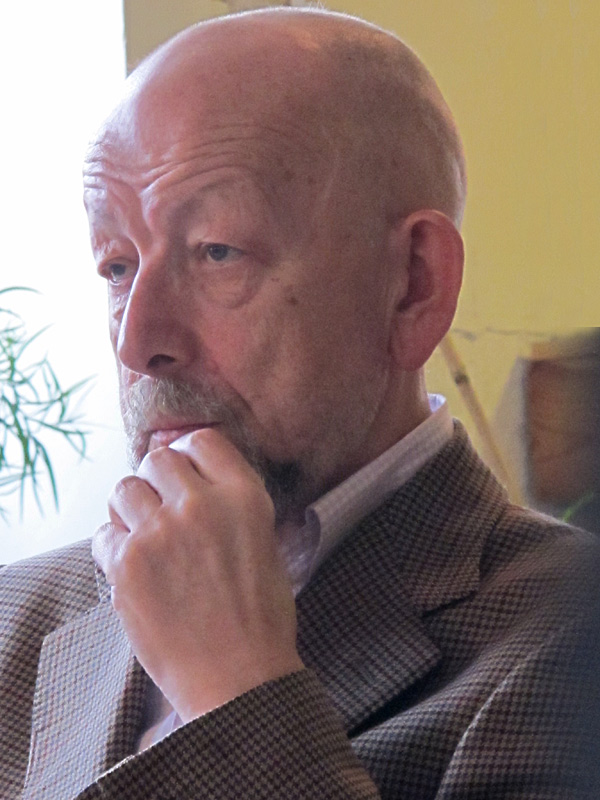
Олег Генисаретский

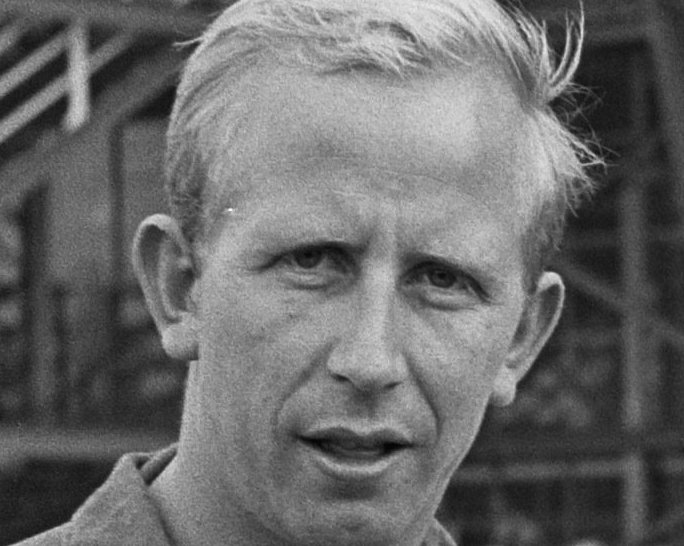
Хенк Грот

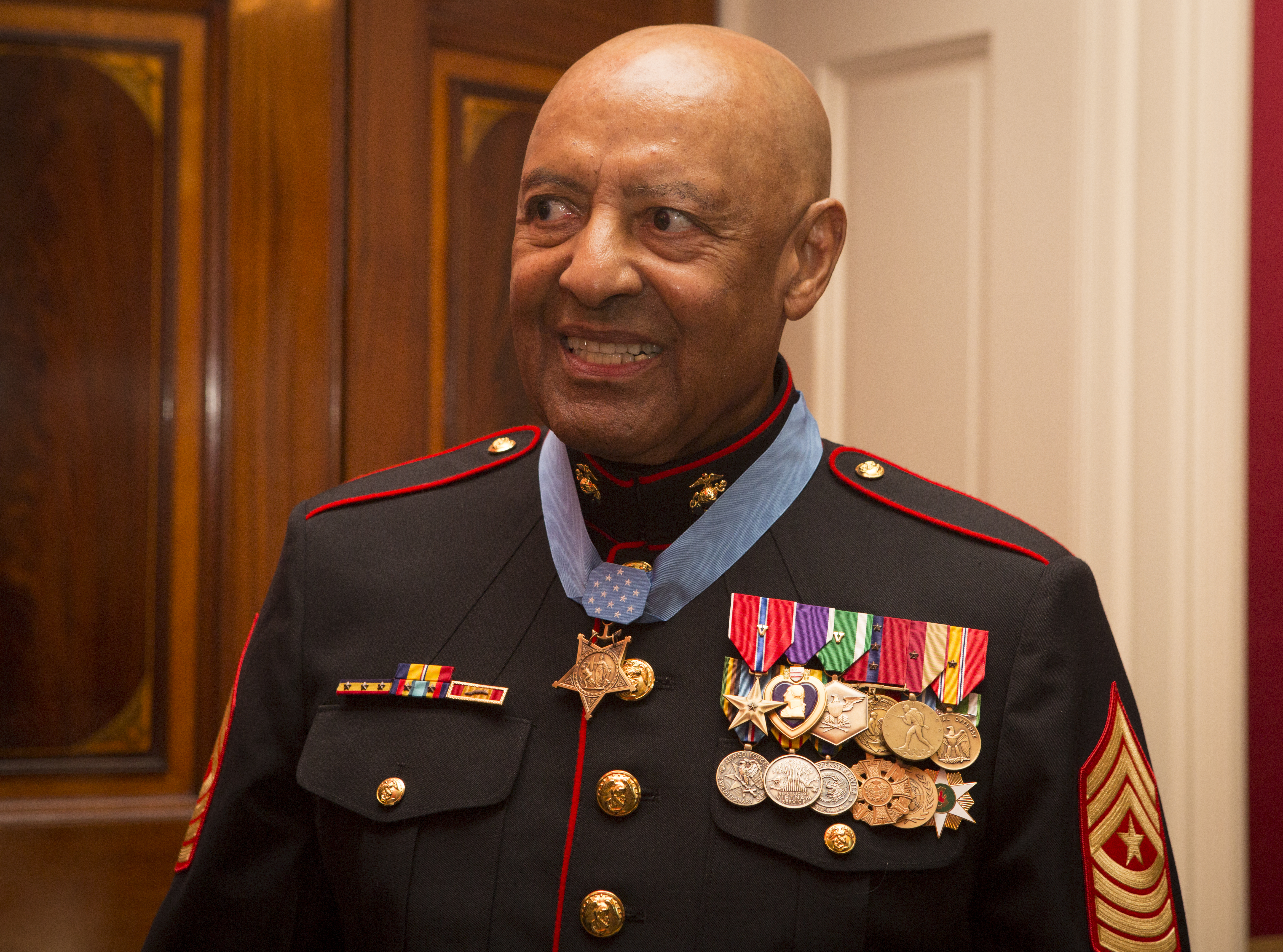
Джон Кэнли

- Амат, Хуан (75) — испанский игрок в хоккей на траве, серебряный призёр Олимпийских игр (1980)[293].
- Амвросий (Андонопулос) (87/88) — иерарх Иерусалимской православной церкви, епископ (1981—1999) и митрополит (с 1999) Неапольский и Самарийский[294].
- Арнетт, Эдвард[англ.] (99) — американский химик, член Национальной академии наук США (1983)[295].
- Беннетт, Уильям[англ.] (86) — британский флейтист[296].
- Брауверс, Йерун (82) — нидерландский писатель[297].
- Бэзил, Сэм[англ.] (52) — политический и государственный деятель Папуа — Новой Гвинеи, депутат Национального парламента Папуа — Новой Гвинеи (с 2007 года), министр связи, информационных технологий и энергетики (2017—2019), министр финансов (2019)[298].
- Генисаретский, Олег Игоревич (80) — советский и российский искусствовед, философ, общественный деятель, доктор искусствоведения (1992)[299].
- Гинсборг, Пол[англ.] (76) — британский историк, профессор Сиенского университета[300].
- Грот, Хенк (84) — нидерландский футболист («Аякс», «Фейеноорд», национальная сборная)[301].
- Кодалаев, Герсан Зурабович (83) — советский и южноосетинский писатель, журналист и публицист[302].
- Кэнли, Джон Ли (84) — американский морской пехотинец, награждённый медалью Почёта (2018)[303].
- Махмудов, Абдулазиз Исхакович (71) — узбекский кинорежиссёр, писатель, блогер и журналист[304].
- Паньчик‑Поздзей, Мария[пол.] (80) — польский политик, сенатор (2005—2019)[305].
- Петер, Клод[фр.] (74) — французский баскетболист, двукратный чемпион Франции (1978, 1979), игрок национальной сборной[306].
- Рам, Сух[англ.] (94) — индийский политик и государственный деятель, министр связи и информационных технологий (1993—1996), депутат Лок сабхи (1984—1998)[307].
- Томан, Властислав[чеш.] (92) — чехословацкий и чешский писатель и журналист[308].
- Торадзе, Лексо[англ.] (69) — советский и американский пианист[309].
- Уивер, Рэнди[англ.] (74) — американский сурвивалист и белый сепаратист. Участник инцидента в Руби-Ридж.
- Франссон, Томас[швед.] (67) — шведский игрок в хоккей с мячом, чемпион мира (1981) (о смерти объявлено в этот день)[310].
- Шульгин, Геннадий Григорьевич (80) — советский и российский разработчик, конструктор и наладчик радиоаппаратуры[311].

## 10 мая

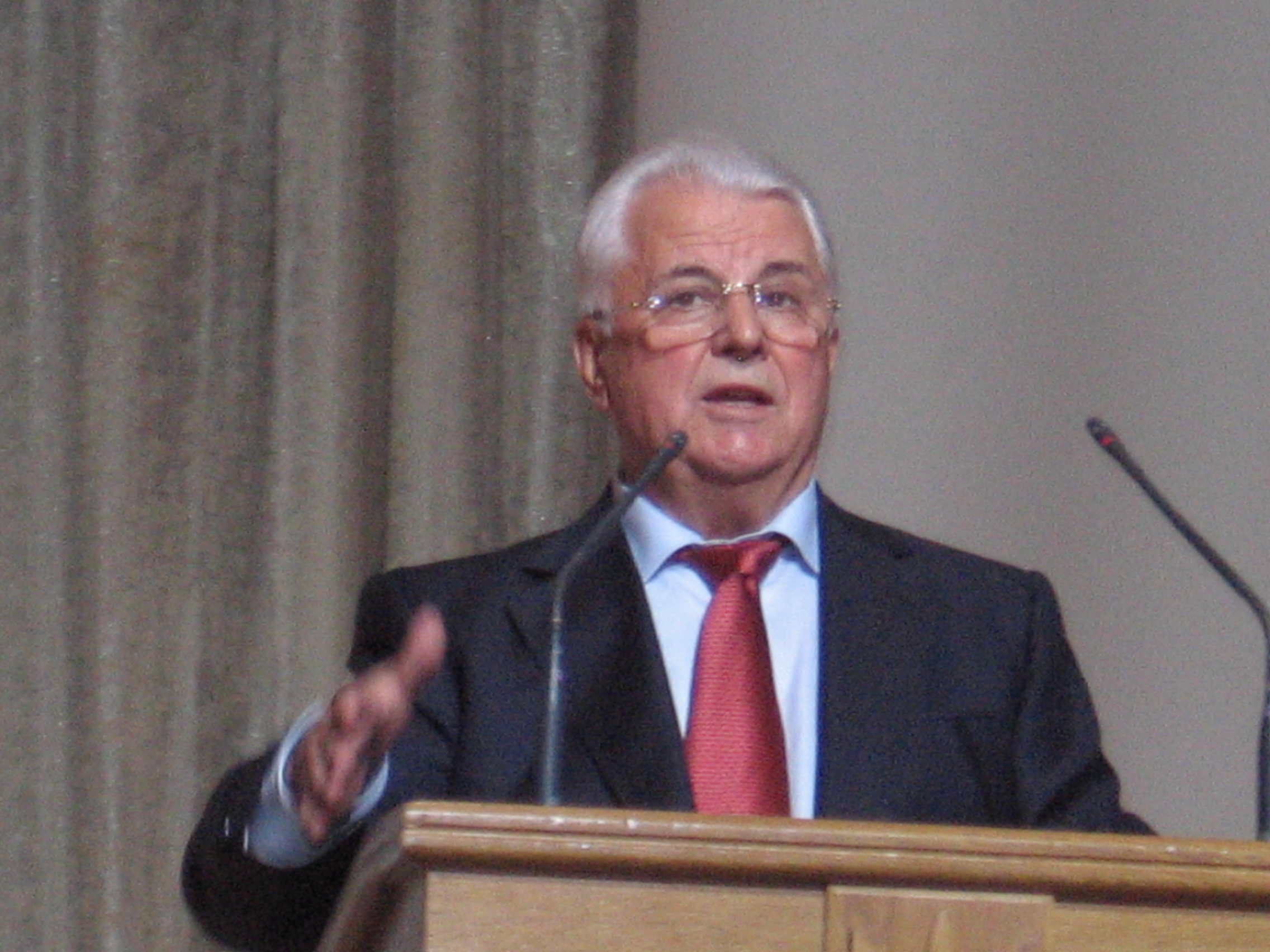
Леонид Кравчук

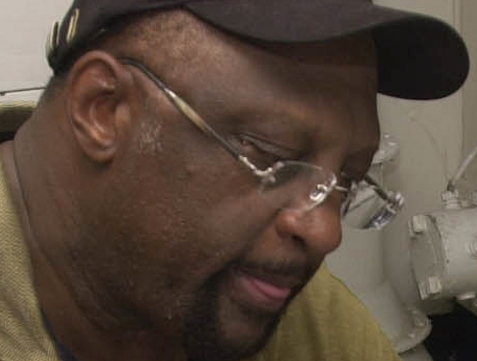
Боб Ленье

- Бекфорд, Джеймс (79) — британский социолог религии, член Британской академии (2004)[312].
- Бём, Ханс-Петер[нем.] (94) — немецкий химик, пионер исследования графена[313].
- Бенсон, Ричард[англ.]* (67) — британо-итальянский гитарист и певец[314].
- Близзард, Боб[англ.] (71) — британский политик, депутат Палаты общин Великобритании (1997—2010)[315].
- Ву Цзюньвэй, Питер[нем.] (58) — китайский католический прелат, епископ Синьцзяна (с 2010 года)[316].
- Гаон, Нисим (100) — швейцарский финансист[317].
- Дюваль, Мария[исп.] (95) — аргентинская актриса[318].
- Качмазова, Фатима Казбековна[значимость?] (60) — южноосетинская актриса и режиссёр, артистка Юго-Осетинского драматического театра, народная артистка Республики Южная Осетия[319].
- Кравчук, Леонид Макарович (88) — советский и украинский партийный, государственный и политический деятель, президент Украины (1991—1994), Герой Украины (2001)[320].
- Криппс, Джон[англ.] (95) — австралийский селекционер, создатель сорта яблок Pink Lady[321].
- Ленье, Боб (73) — американский баскетболист и баскетбольный тренер[322].
- Лённо, Челль[швед.] (85) — шведский хормейстер и композитор[323].
- Лиепиньш, Петерис (78) — советский и латвийский актёр театра и кино, заслуженный артист Латвийской ССР (1986)[324].
- Литтон-Кобболд, Дэвид (84) — британский аристократ, барон Кобболд (с 1987 года), член Палаты лордов (2000—2014)[325].
- Свинаренко, Игорь Николаевич (64) — российский публицист и издатель[326].
- Уорт, Ричард[англ.] (73) — новозеландский политик и государственный деятель, депутат Палаты представителей Новой Зеландии (1999—2009), министр внутренних дел (2008—2009)[327].
- Шарма, Шивкумар (84) — индийский композитор[328].

## 9 мая

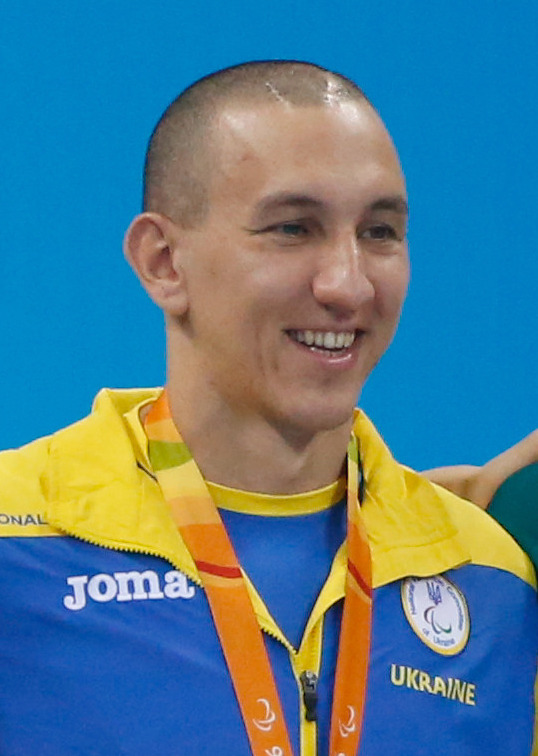
Денис Дубров

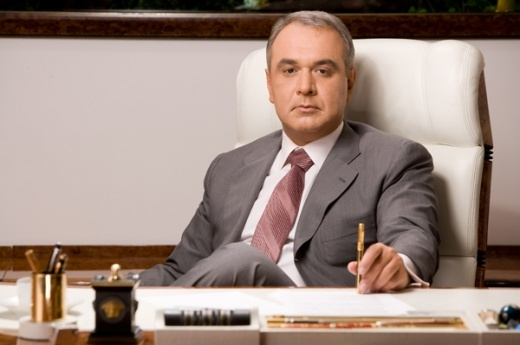
Давид Жвания

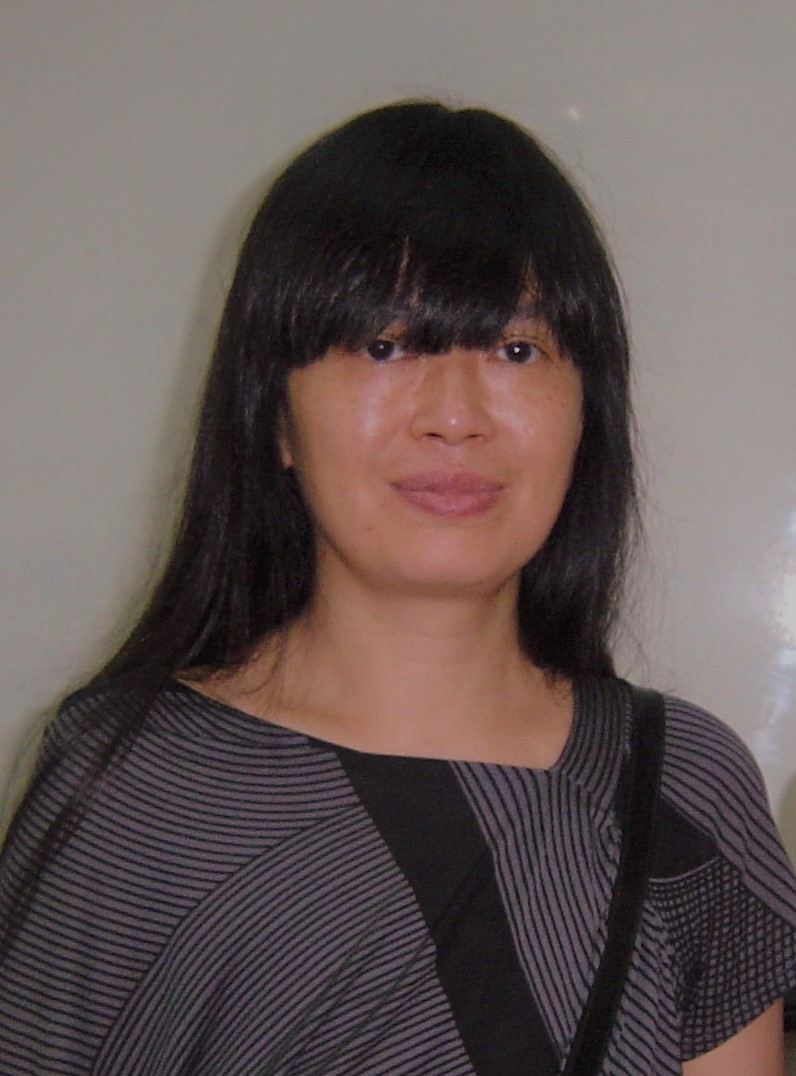
Линда Ле

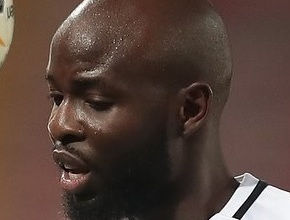
Джоди Лукоки

- Амаракирти Атукорала[англ.] (57) — шри-ланкийский политический деятель, депутат Парламента Шри-Ланки (с 2020)[329].
- Бром, Роберт Генри[нем.] (83) — американский католический прелат, епископ Дулута (1983—1989) и Сан-Диего (1990—2013)[330].
- Вахид, Лили Ходиджа[англ.] (74) — индонезийский политик, депутат Совета народных представителей (Индонезия) (2009—2013)[331].
- Далле Фратте, Паоло[итал.] (70) — итальянский политический деятель, член Палаты депутатов Италии (2001—2006)[332].
- Дектер, Мидж[англ.] (94) — американская писательница[333].
- Джонсон, Тимоти Винсент[англ.] (75) — американский политик, член Палаты представителей США (2001—2013)[334].
- Дубров, Денис Витальевич (33) — украинский пловец, многократный победитель и призёр летних Паралимпийских игр (2016, 2020)[335].
- Жвания, Давид Важаевич (54) — украинский предприниматель и политик, министр по вопросам чрезвычайных ситуаций (2005), депутат Верховной рады (2002—2014); погиб при артиллерийском обстреле[336].
- Кодама, Риэко (58) — японский геймдизайнер и продюсер[337].
- Коутс, Джон Генри (77) — австралийский и британский математик, член Лондонского королевского общества (1985)[338].
- Ле, Линда (58) — французская писательница[339].
- Лукоки, Джоди (29) — нидерландский и конголезский футболист[340][341].
- Люткефельс, Андреас[нем.] (57) — немецкий академический гребец, чемпион мира (1993)[342].
- Макарова, Наталия Ивановна (88) — советская и российская театральная актриса, заслуженная артистка РСФСР (1984)[343]
- Медведко, Леонид Иванович (93) — советский и российский историк-востоковед, доктор исторических наук (1984), профессор[344].
- Нодзима, Минору[англ.] (76) — японский пианист[345].
- Пейн, Эдриан[англ.] (31) — американский профессиональный баскетболист («Атланта Хокс», «Миннесота Тимбервулвз»); убийство[346].
- Цинь И[англ.] (100) — китайская актриса[347].
- Чаморро, Виктор[исп.] (82) — испанский писатель[348].
- Штарк, Любор[англ.] (69) — чехословацкий каноист, участник Олимпийских игр (1976)[349].

## 8 мая

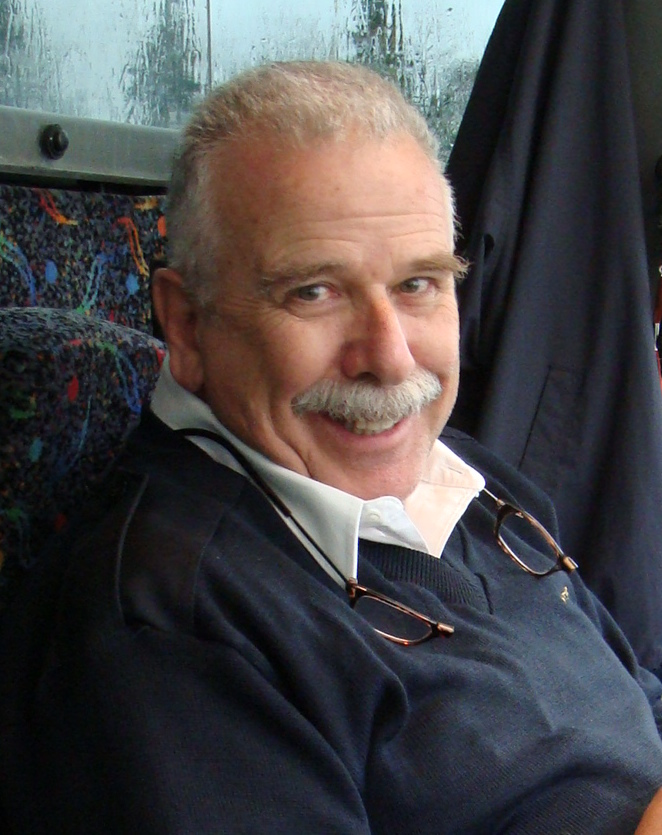
Андре Артюр

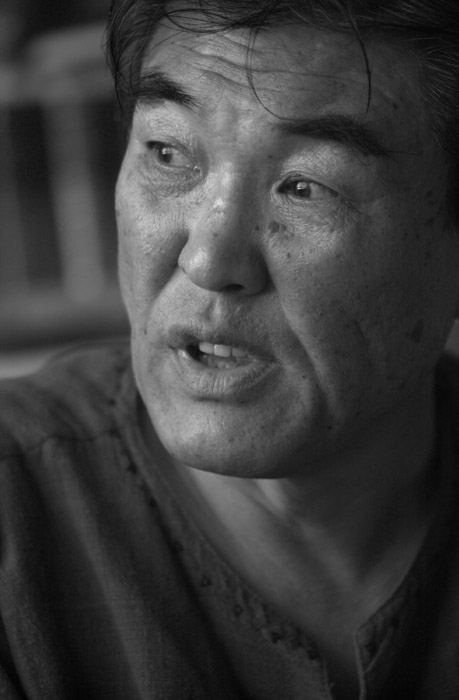
Ким Джиха

- Артюр, Андре (78) — канадский квебекский радиоведущий и политик, депутат Палаты общин Канады (2006—2011)[350].
- Гусакова, Мария Ивановна (91) — советская лыжница, олимпийская чемпионка (1960)[351].
- Дорнбранд, Гарри[англ.] (99) — американский аэрокосмический инженер, ведущая фигура в развитии спутниковых технологий[352].
- Жежеленко, Игорь Владимирович (92) — украинский учёный в области электроснабжения промышленных предприятий, доктор технических наук (1974), профессор (о смерти объявлено в этот день)[353].
- Жерве, Мишель[англ.] (77) — канадский деятель образования, ректор Университета Лаваля (1987—1997)[354].
- Зенович, Том Маркович (83) — молдавский политик, мэр города Бендеры (1995—2001)[355].
- Канищев, Олег Александрович (87) — советский и российский режиссёр-документалист и сценарист, заслуженный работник культуры РСФСР (1979)[356].
- Ким Джиха (81) — корейский поэт, драматург и мыслитель[357].
- Матаев, Шалуми Самуилович[значимость?] — советский и российский хореограф, художественный руководитель ансамбля танца «Виртуозы Дагестана — счастливое детство»[358].
- Нзерибе, Артур[англ.] (83) — нигерийский политик, сенатор (1999—2007)[359].
- Парух, Вальдемар[пол.] (57) — польский политолог, доктор гуманитарных наук, профессор социальных наук[360].
- Петракис, Стефанос[англ.] (97) — греческий спринтер, чемпион Средиземноморских игр (1951) в беге на 100 метров[361].
- Радж, Махендра[англ.] (97) — индийский инженер-конструктор, новатор инженерных решений для открытых бетонных зданий[362].
- Саласар, Антонио[исп.] (33) — мексиканский футболист («Гвадалахара»)[363].
- Уорд, Фред (79) — американский актёр[364].
- Уотерман, Деннис[англ.] (74) — британский актёр и певец[365].
- Фарримонд, Сид (81) — английский футболист («Болтон Уондерерс»)[366].
- Черри, Джон Р.[англ.] (73) — американский режиссёр и сценарист[367].
- Чжуан Цяошэн[кит.] (105) — китайский генетик и селекционер пшеницы, член Китайской академии наук (1991)[368].
- Юханссон, Бенгт[англ.] (79) — шведский гандболист и тренер, игрок (1963—1973) и тренер (1988—2004) национальной сборной[369].

## 7 мая

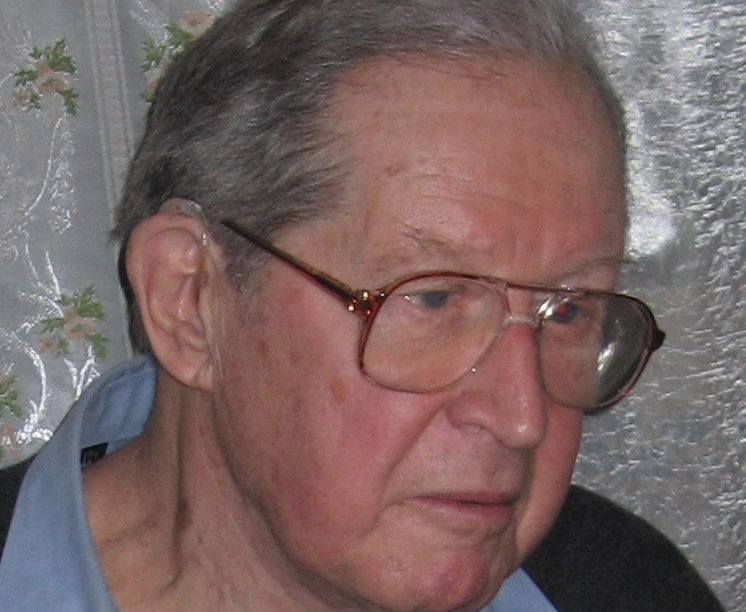
Юрий Авербах

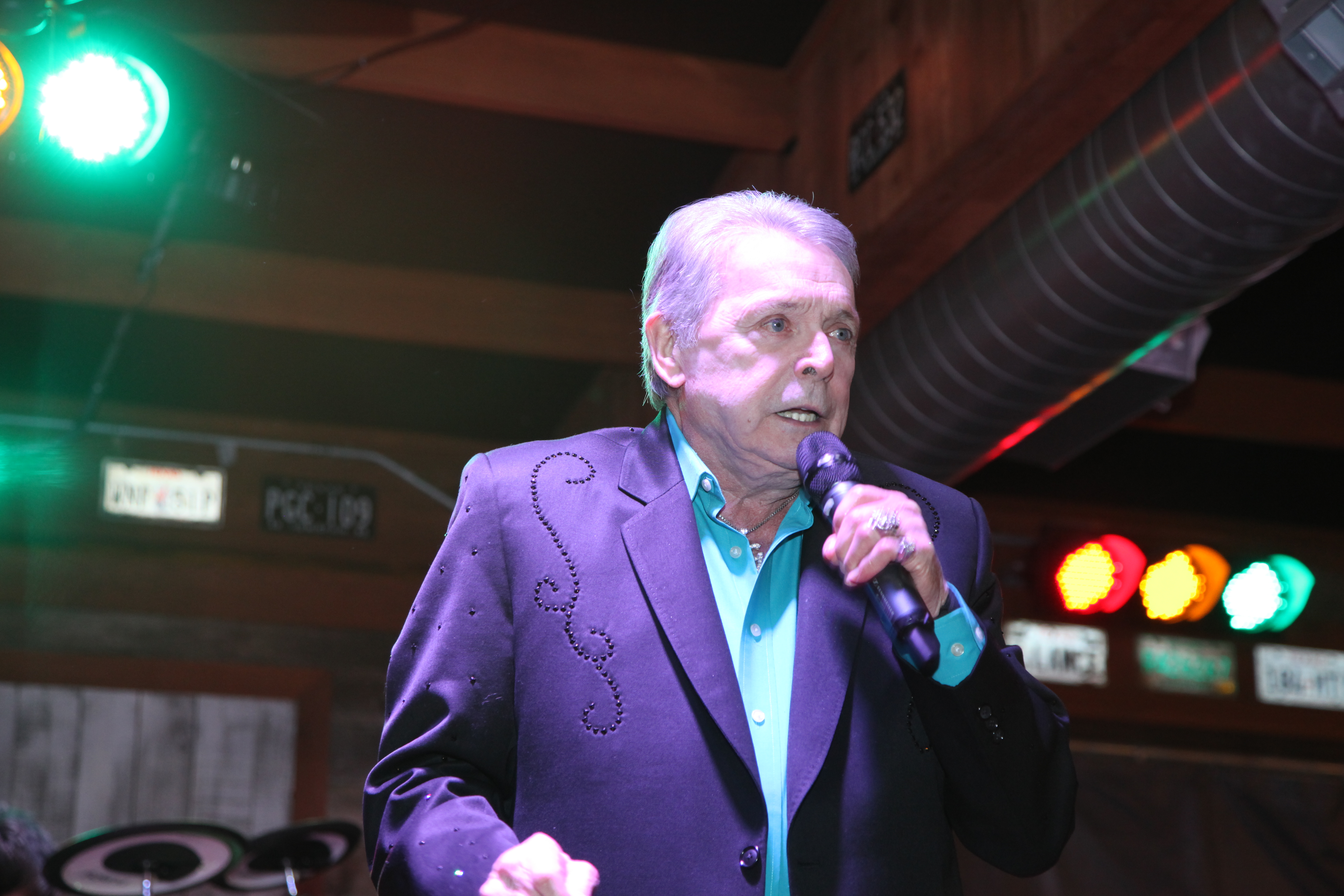
Мики Гилли

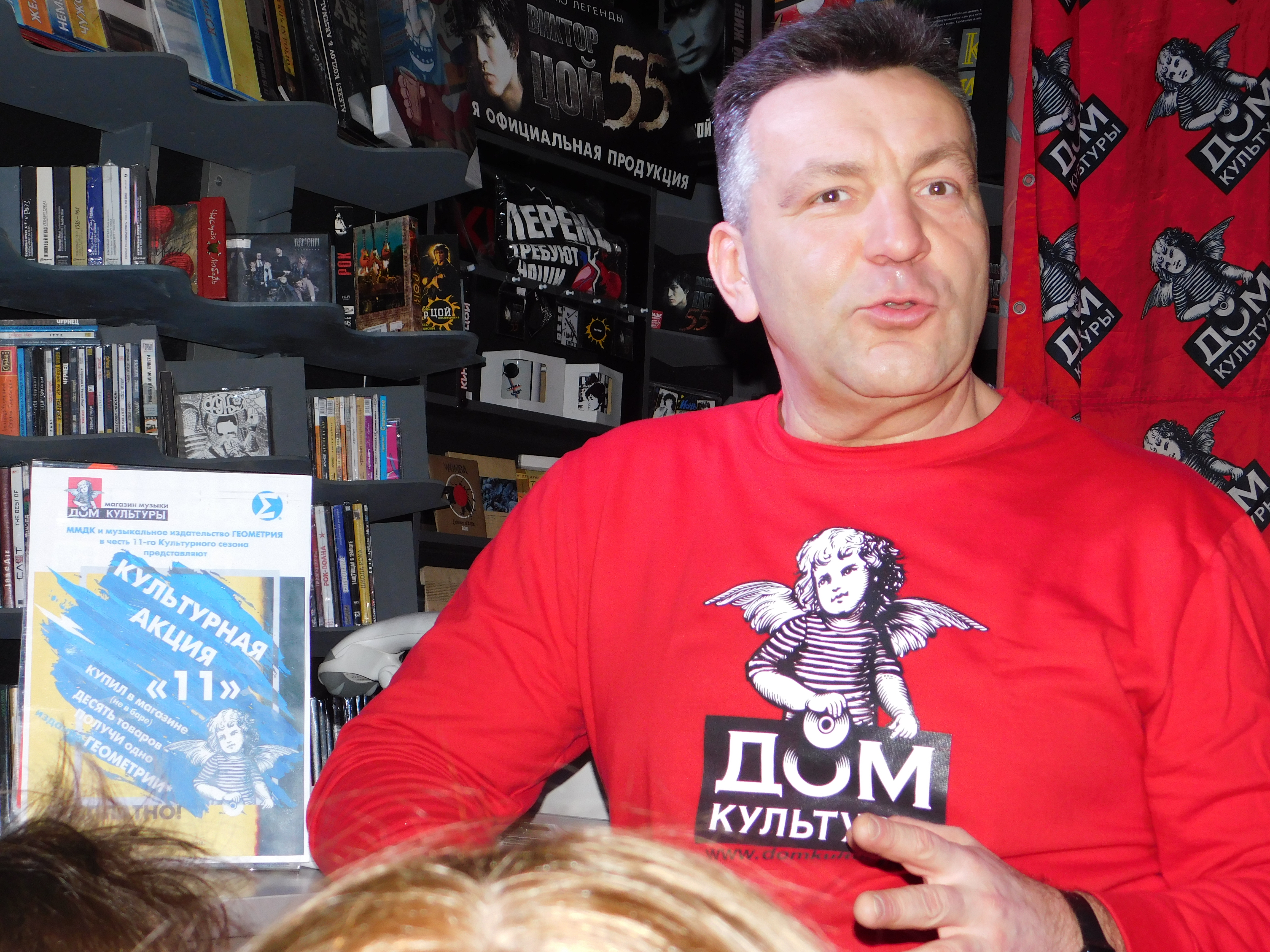
Павел Кострикин

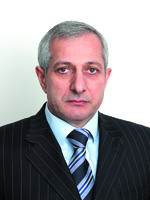
Муса Умаров

- Авербах, Юрий Львович (100) — советский и российский шахматист, гроссмейстер (1952), заслуженный мастер спорта СССР (1965)[370].
- Адаменко, Николай Петрович (90) — украинский поэт и прозаик[371].
- Аль-Мулла, Адель (51) — катарский футболист, игрок национальной сборной, участник Олимпийских игр (1992)[372].
- Арьета, Антон (76) — испанский футболист, игрок национальной сборной[373].
- Ахмад, Шах Джикрул[англ.] (70) — бангладешский политик, депутат Национальной ассамблеи Бангладеш (2009—2014)[374].
- Бедзай, Игорь Владимирович (49) — полковник Военно-морских сил Украины, начальник службы безопасности полётов, старший инспектор-летчик ВМС Украины, заместитель командующего ВМС ВСУ, Герой Украины (2022, посмертно); погиб в бою[375].
- Блин, Юрген[нем.] (79) — немецкий профессиональный боксёр, чемпион Европы в супертяжёлом весе по версии EBU (1972)[376].
- Гилли, Мики (86) — американский кантри-музыкант, певец, композитор и пианист[377]
- Дамиан, Элиза Мария[англ.] (75) — португальский политик, депутат Ассамблеи Республики (Португалия) (1987—1998), депутат Европейского парламента (1998—2004)[378].
- Ермаков, Геннадий Петрович (85) — советский и российский хозяйственный деятель, генеральный директор объединения «Никель» и комбината «Североникель» (1982—1989), заместитель министра цветной металлургии СССР (1989—1991)[379]
- Кан Су Ён[англ.] (55) — южнокорейская актриса[380].
- Келер, Джек[англ.] (75) — американский актёр[381].
- Кострикин, Павел Николаевич (55) — российский предприниматель, доктор экономических наук (2021)[382].
- Маквитти, Брюс[нем.] (65) — американский актёр[383].
- Мелларс, Пол[англ.] (82) — британский археолог, доктор наук, профессор, член Британской академии (1990)[384].
- Миронаш, Симьон[рум.] (56) — румынский футболист[385].
- Михан, Фрэнсис Джозеф[англ.] (98) — американский дипломат, посол США в Чехословакии (1979—1980), Польше (1980—1983) и ГДР (1985—1988)[386].
- Мортемуск, Доминик[фр.] (71) — французский политик, сенатор (2002—2008)[387].
- Сумахоро, Амаду (68) — ивуарийский политик, председатель Национального собрания Кот-д’Ивуара (с 2019 года)[388][389].
- Умаров, Муса Нажмудинович (68) — министр безопасности Чечни (1993—1994), член Совета Федерации (2003—2008), генерал-майор милиции[390].
- Фиссеха Деста (81) — эфиопский генерал и политик, вице-президент Эфиопии (1987—1991)[391].
- Попов, Руслан Юрьевич (44) — украинский военнослужащий, полковник ГУР МО, участник российско-украинской войны, Герой Украины (2022, посмертно); погиб в бою.
- Киселёв, Владимир Владимирович (32) — украинский военнослужащий, капитан, участник российско-украинской войны, Герой Украины (2022, посмертно); погиб в бою.
- Зайцев, Олег Григорьевич (?) — украинский военнослужащий, младший лейтенант ГУР МО, участник российско-украинской войны, Герой Украины (2022, посмертно); погиб в бою.

## 6 мая

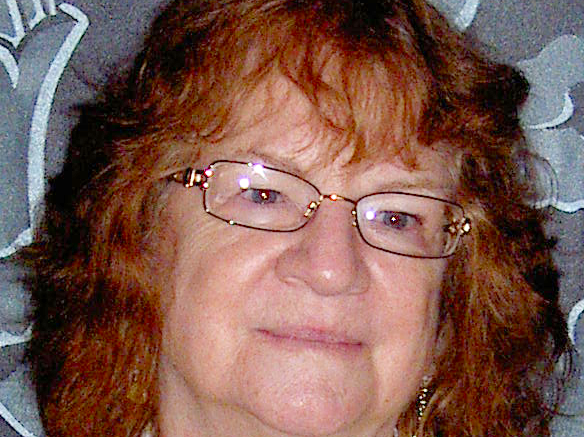
Патриция Маккиллип

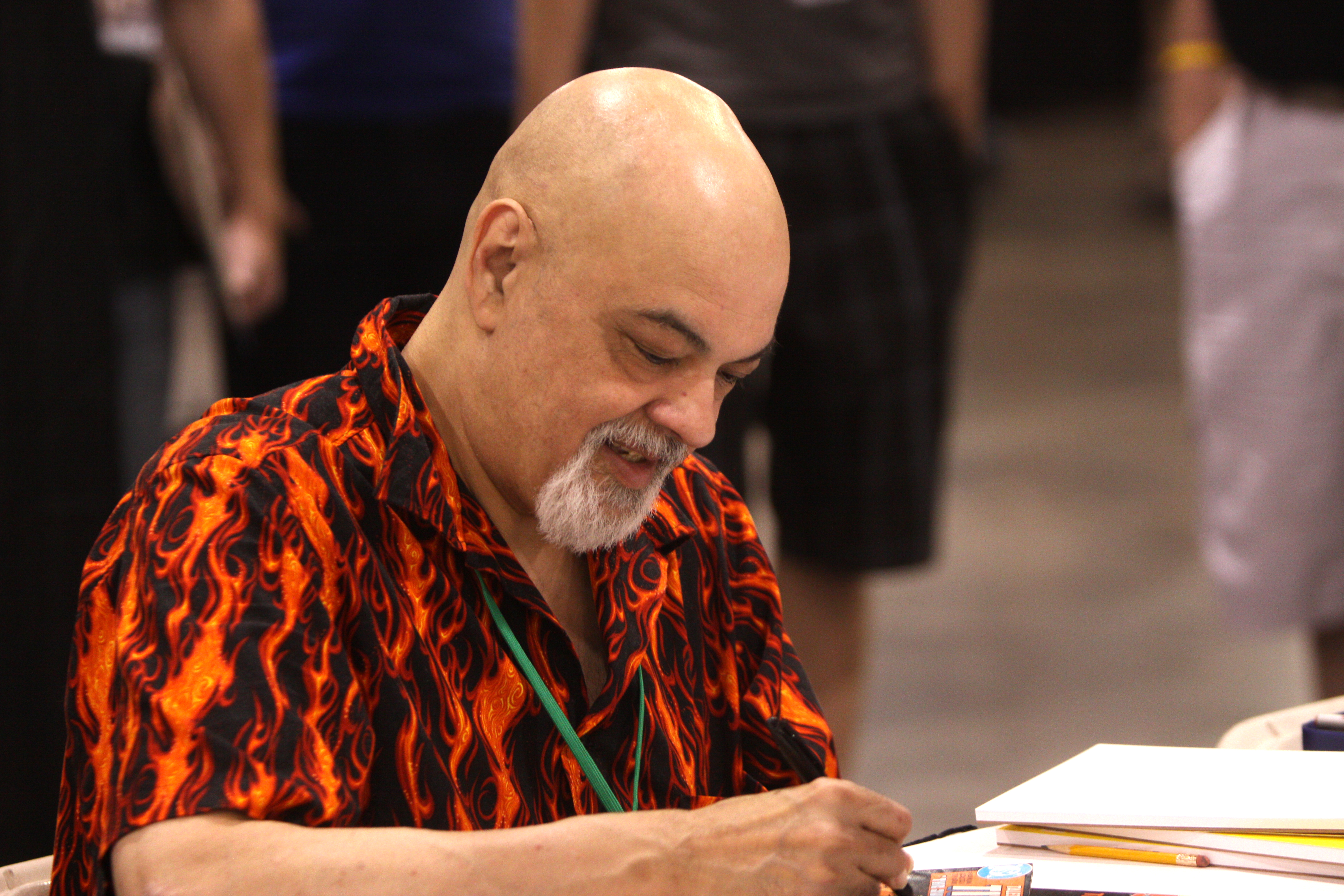
Джордж Перес

- Аллегри, Эудженио[итал.] (66) — итальянский актёр[392].
- Бец, Николай Филиппович (75) — советский и российский хоккеист и тренер («Трактор» Челябинск)[393].
- Борота, Виктор Степанович (85) — советский и украинский тренер по вольной борьбе, заслуженный тренер СССР (1980)[394].
- Ван дер Мер, Мариан[нидерл.] (85) — нидерландский государственный деятель, сенатор (1983—1995)[395].
- Гарран, Габриэль[фр.] (93) — французский актёр и режиссёр[396].
- Гиллис, Алан[англ.] (85) — ирландский политик, депутат Европейского парламента (1994—1999)[397].
- Логванёв, Виктор Михайлович (84) — советский передовик производства, полный кавалер ордена Трудовой Славы[398].
- Маккиллип, Патриция (74) — американская писательница[399].
- Мунека, Хайдар[алб.] (68) — албанский журналист и дипломат, посол Албании в Китае (1997—2001)[400].
- Ндебугре, Джон Акпарибо[англ.] (72) — ганский политик, депутат парламента (2005—2009)[401].
- Перес, Джордж (67) — американский художник комиксов и сценарист[402].
- Петревич, Мирослав[англ.] (81) — польский политик и государственный деятель, заместитель премьер-министра и министр государственной казны Польши (1996—1997), депутат Сейма (1997—2001)[403].
- Хамбе, Альф[швед.] (91) — шведский писатель, композитор, автор песен и певец[404],

## 5 мая

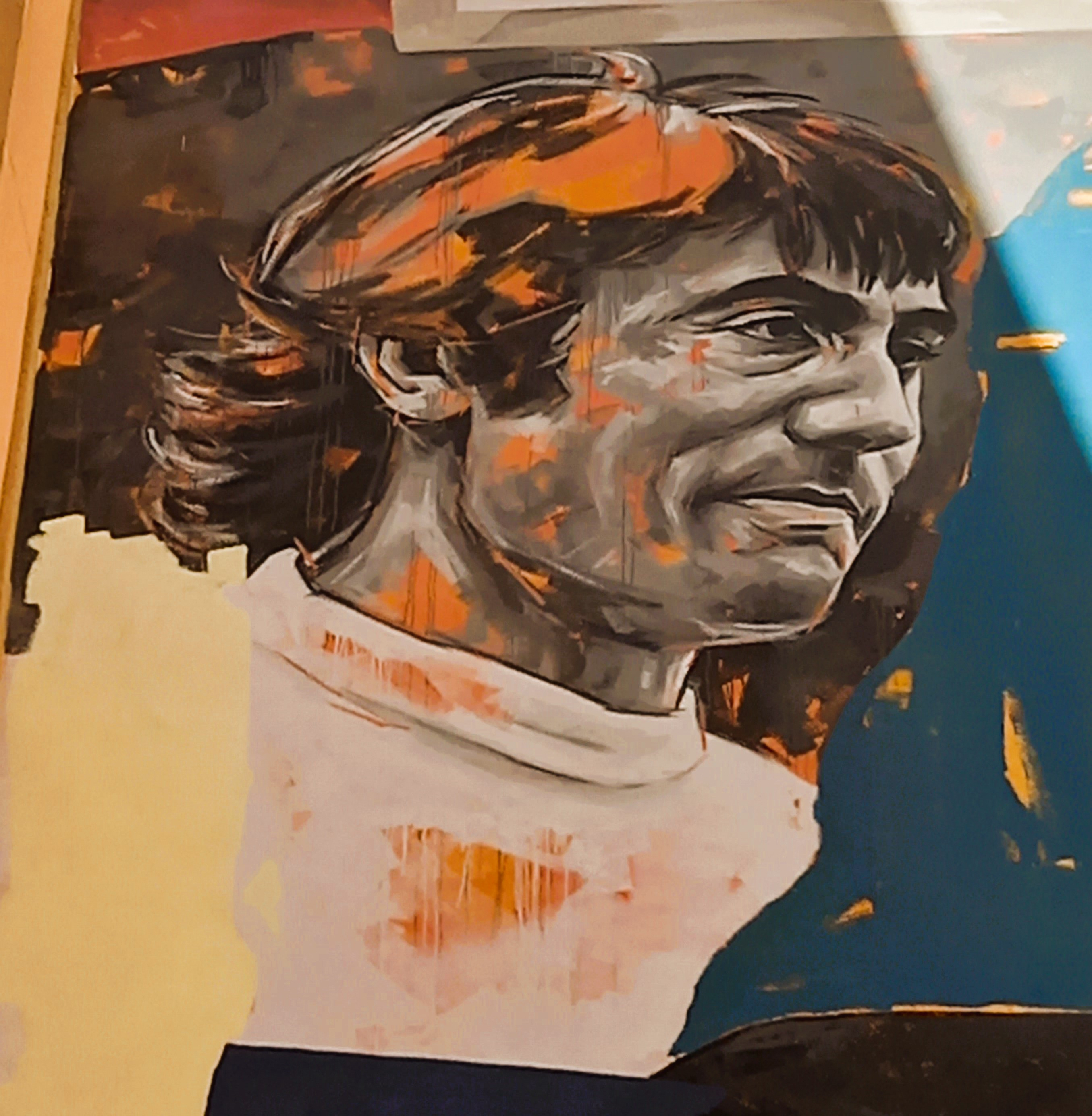
Хосе Луис Виолета

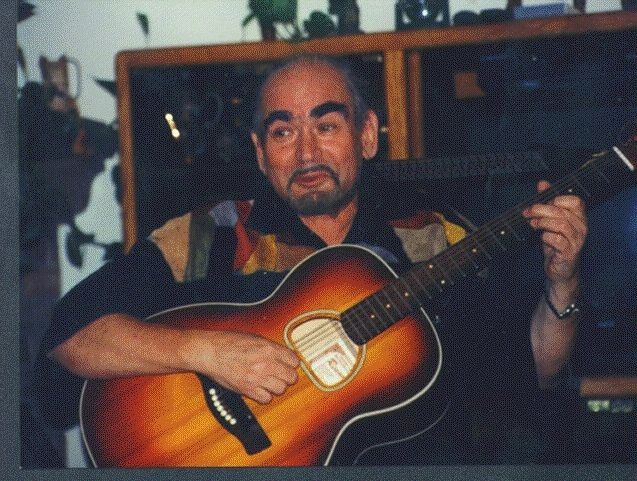
Леонид Духовный

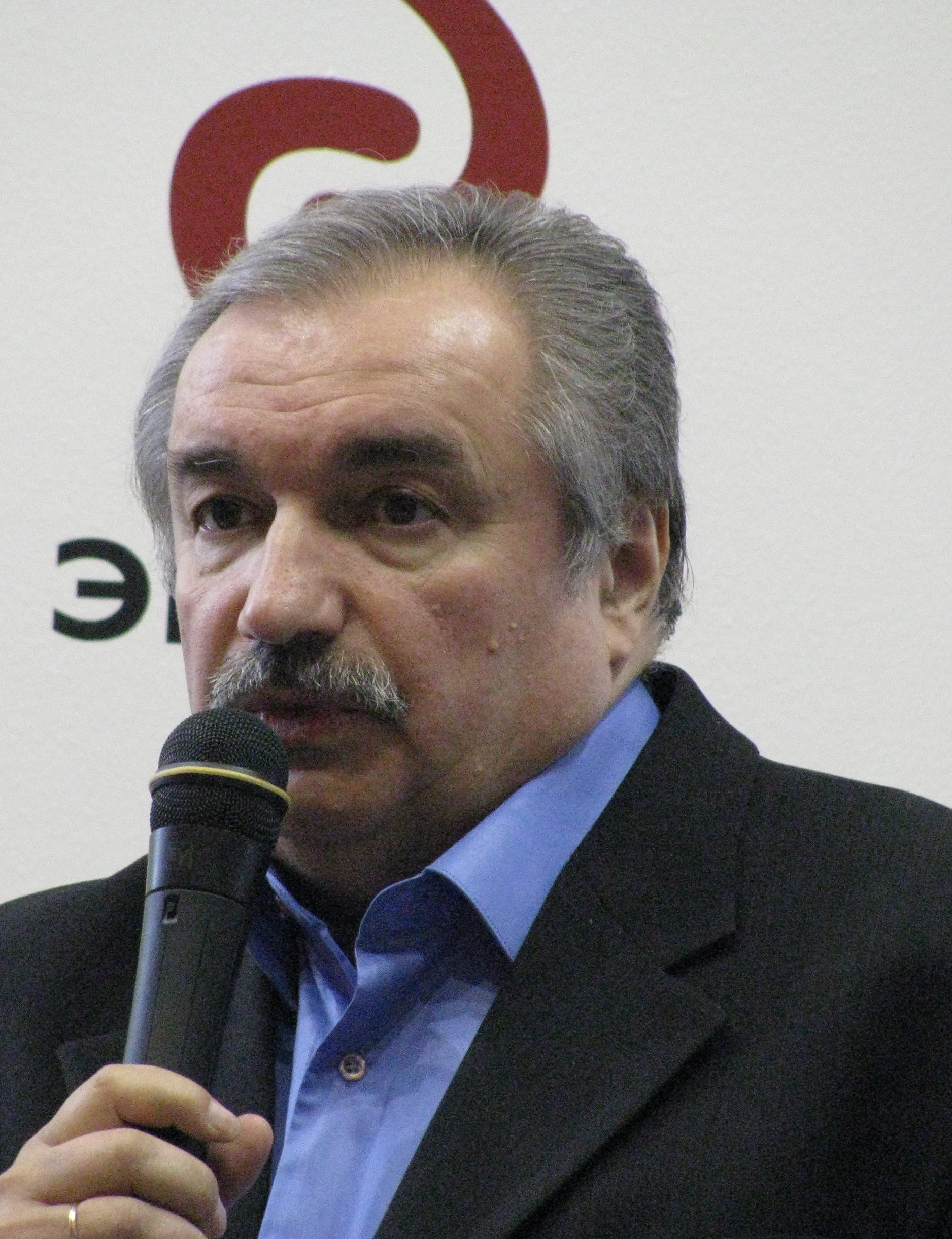
Сергей Дяченко

- Бычков, Юрий Михайлович (82) — советский и российский тренер по фехтованию, президент Федерации фехтования России (1992—2000)[405].
- Вальков, Владимир Алексеевич (72) — начальник УМВД (с 2001 — ГУ МВД) России по Алтайскому краю (1998—2005), генерал-майор милиции[406].
- Вильден, Лео (85) — западногерманский футболист, игрок национальной сборной (1960—1964)[407].
- Виолета, Хосе Луис (81) — испанский футболист, игрок национальной сборной[408].
- Гомес да Коста, Муасир[порт.] (94) — бразильский архитектор[409].
- Духовный, Леонид Самойлович (83) — советский и американский бард, поэт, музыкант; несчастный случай[410].
- Дяченко, Сергей Сергеевич (77) — украинский писатель и сценарист[411].
- Зюэ Нгема, Теодор[итал.] (48) — габонский футболист, игрок национальной сборной[412].
- Конте, Ламин[англ.] (45) — сьерра-леонский футболист, игрок национальной сборной[413].
- Красильников, Борис Алексеевич (81) — советский и российский скрипач, дирижёр, педагог, заслуженный работник культуры Российской Федерации (1999)[414].
- Лейонхуфвуд, Аксель (88) — американский экономист[415].
- Лон, Мохаммад Акбар[англ.] (75) — индийский политик, депутат Лок сабхи (с 2019 года)[416].
- Лопатни, Роналд[серб.] (77) — югославский ватерполист, чемпион летних Олимпийских игр в Мехико (1968)[417].
- Лианьо Флорес, Хосе Мануэль[исп.] (100) — испанский юрист и политик, депутат парламента (1967—1977), мэр Ла-Коруньи (1976—1979)[418].
- Пласс, Франтишек[чеш.] (78) — чехословацкий и чешский футболист и футбольный менеджер[419].
- Подольский, Олег Васильевич (75) — советский и российский скульптор[420].
- Рейес Манданас, Рехина[англ.] (57) — филиппинский политик, депутат Палаты представителей Филиппин (2013—2016)[421].
- Уэлш, Кеннет (80) — канадский актёр[422].

## 4 мая

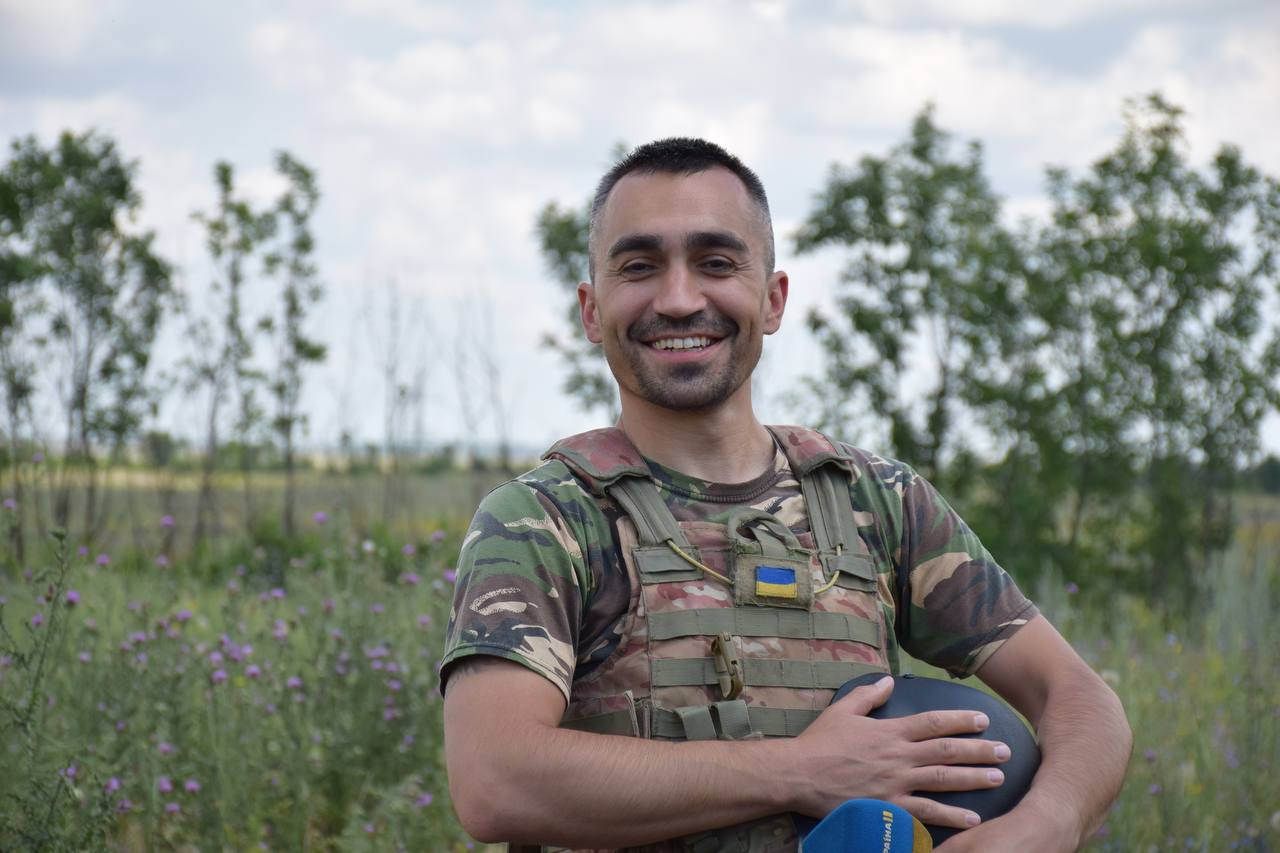
Александр Махов

- Варашди, Геза[венг.] (94) — венгерский спринтер, бронзовый призёр Олимпийских игр (1952), чемпион Европы (1954)[423].
- Воеводина, Юлия Сергеевна (50) — российская легкоатлетка (спортивная ходьба), участница Олимпийских игр (2004)[424].
- Гаркуша, Геннадий Михайлович (89) — советский хозяйственный, государственный и политический деятель, председатель Павлоградского исполкома городского совета народных депутатов, первый секретарь Павлоградского горкома КП Украины[425].
- Кицка, Збигнев[пол.] (72) — польский боксёр, бронзовый призёр чемпионата мира по боксу (1974)[426].
- Клэридж, Аманда[англ.] (72) — канадский археолог, почётный профессор Лондонского университета[427].
- Кхантавонг, Чароен[англ.] (89) — таиландский политик и государственный деятель, министр науки и технологии (1990), депутат Палаты представителей Таиланда (1975—2014)[428].
- Ласкомб, Тэд[англ.] (97) — британский прелат англиканской церкви, епископ Брикина (1975—1990)[429].
- Лесняк, Юзеф[пол.] (54) — польский политик, депутат Сейма (2015—2019)[430].
- Манс, Герхард[англ.] (60) — намибийский регбист, игрок национальной сборной; ДТП[431].
- Махов, Александр Владимирович (36) — украинский журналист и военный корреспондент; погиб[432].
- Нгуен Зуй Куи (90) — вьетнамский философ, иностранный член РАН (1999)[433].
- Оттенброс, Харм[нидерл.] (78) — нидерландский велогонщик, чемпион мира (1969)[434].
- Партинен, Лалли[фин.] (80) — финский хоккеист, участник Олимпийских игр (1968)[435].
- Пэк Нам Чхи[англ.] (78) — южнокорейский политик, депутат Национального собрания Республики Корея (1988—2000)[436].
- Роша, Одир[англ.] (81) — бразильский политик, депутат Палаты депутатов Бразилии (1995)[437].
- Салменкюля, Юхани (90) — финский спортсмен-ориентировщик, серебряный призёр чемпионатов мира по спортивному ориентированию (1966, 1968), чемпион Европы (1964)[438].
- Де Сен-Пер, Элен[фр.] (62) — французская актриса[439].
- Французова, Светлана Николаевна[англ.] (58) — советская фигуристка, советский и российский тренер по фигурному катанию[440].
- Хомко, Александр Варламович (76) — советский и российский художник (тело найдено в этот день)[441].
- Юлиус, Альбин[англ.] (54) — австрийский музыкант, основатель группы Der Blutharsch[442].

## 3 мая

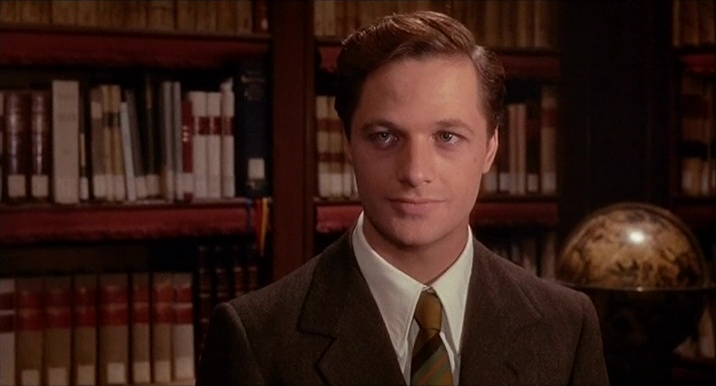
Лино Каполиккьо

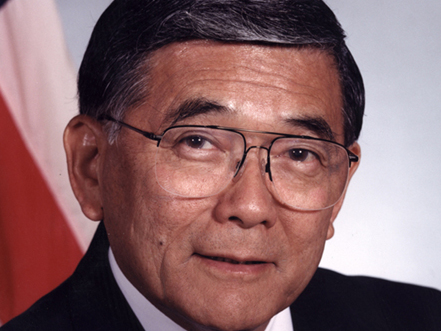
Норман Минета

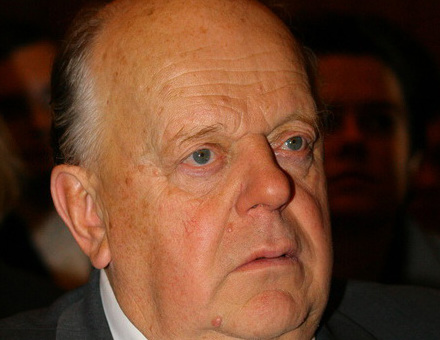
Станислав Шушкевич

- Аланья, Эджидио[итал.] — итальянский политик, депутат Палаты депутатов Италии (86) (1983—1992)[443].
- Барреро, Хавьер[исп.] (72) — испанский политик, депутат Конгресса депутатов (1982—2016)[444].
- Барро, Вероника[фр.] (64) — французская актриса[445].
- Брукс, Тони (90) — британский автогонщик, шестикратный победитель Гран-при чемпионата мира среди гонщиков[446].
- Ватанабэ, Хироюки[англ.] (66) — японский актёр[447].
- Каполиккьо, Лино (78) — итальянский актёр, режиссёр и сценарист[448].
- Качараба, Степан Петрович (64) — украинский историк и краевед, доктор исторических наук (2003), профессор (2004), декан исторического факультета Львовского университета (с 2019)[449].
- Кочаров, Валерий[груз.] (74) — советский и грузинский рок-музыкант и певец, отец Ники Кочарова[450].
- Минета, Норман (90) — американский политик и государственный деятель, министр торговли США (2000—2001), министр транспорта США (2001—2006), член Палаты представителей США (1975—1995)[451].
- Митряну, Игорь (55) — советский и молдавский актёр, народный артист Молдовы (2019)[452].
- Младкова, Меда[фр.] (102) — чехословацкий и чешский коллекционер произведений искусства[453].
- Секкури, Лахсен[араб.] (69) — марокканский политический деятель, министр по делам молодёжи и спорта Марокко (2015—2016), депутат Палаты представителей[454].
- Сукало, Александр Васильевич (71) — советский и белорусский детский нефролог, академик НАН Беларуси (2014)[455].
- Сучков, Сергей Вениаминович (54) — украинский военнослужащий, старший лейтенант, участник российско-украинской войны, Герой Украины (2023, посмертно); погиб при артиллерийском обстреле.
- Хирхе, Клаус[нем.] (82) — восточногерманский хоккеист, участник Олимпийских игр (1968), бронзовый призёр чемпионата Европы (1966)[456].
- Хорват, Георге[швед.] (62) — шведский пятиборец, бронзовый призёр летних Олимпийских игр (1980)[457].
- Шушкевич, Станислав Станиславович (87) — советский и белорусский партийный и государственный деятель, председатель Верховного Совета Беларуси (1991—1994)[458][459].
- Юркин, Валентин Фёдорович (82) — советский и российский издатель, директор (1985—1992) и генеральный директор (с 1992 года) издательства «Молодая гвардия», заслуженный работник культуры Российской Федерации (1999)[460].

## 2 мая

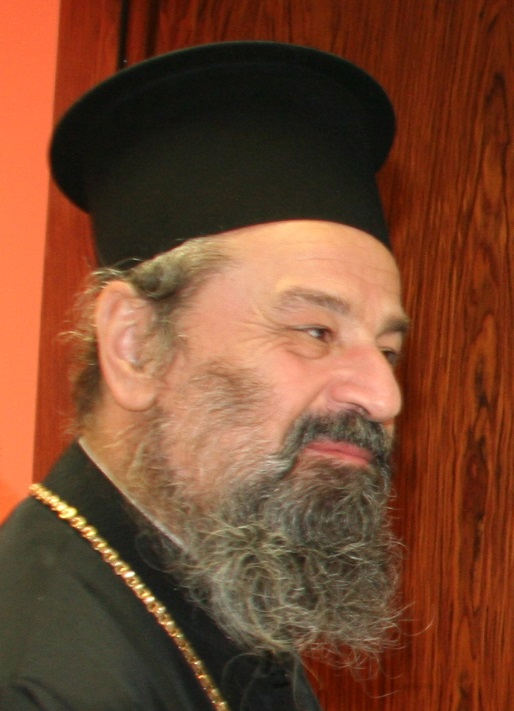
Павел (Апостолидис)

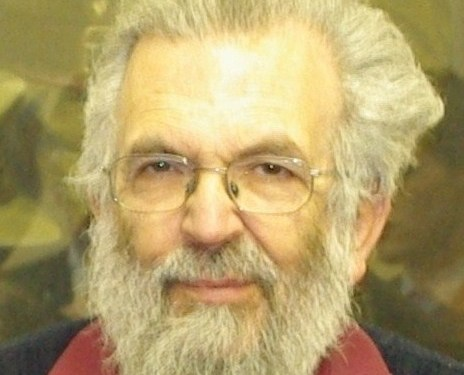
Иосеф Раз

- Браун-Мозер, Урсула[нем.] (84) — немецкий политик, депутат Европейского парламента (1984—1989)[461].
- Васенин, Юрий Николаевич (73) — советский и российский футболист и тренер[462].
- Гагу Орта, Жуан[порт.] (79) — португальский политик, депутат Ассамблеи Республики (Португалия) (2002—2005)[463].
- Дербенёв, Виталий Вячеславович (45) — белорусский тяжелоатлет, четырёхкратный чемпион Европы, участник Олимпийских игр (2000, 2004, 2008)[464].
- Кантило, Мария Хосе[исп.] (68) — аргентинская певица и композитор[465].
- Костргун, Ян[чеш.] (79) — чехословацкий и чешский писатель, сценарист и политик, депутат Парламента (1996—2002)[466].
- Павел (Апостолидис) (59) — иерарх Элладской православной церкви, митрополит Драмский (с 2005)[467].
- Раз, Иосеф (83) — израильский философ и правовед[468].
- Седер, Джюро[англ.] (94) — хорватский художник, действительный член Хорватской академии наук и искусств (2000)[469].
- Фработта, Бьянкамария[итал.] (75) — итальянская поэтесса и прозаик[470].

## 1 мая

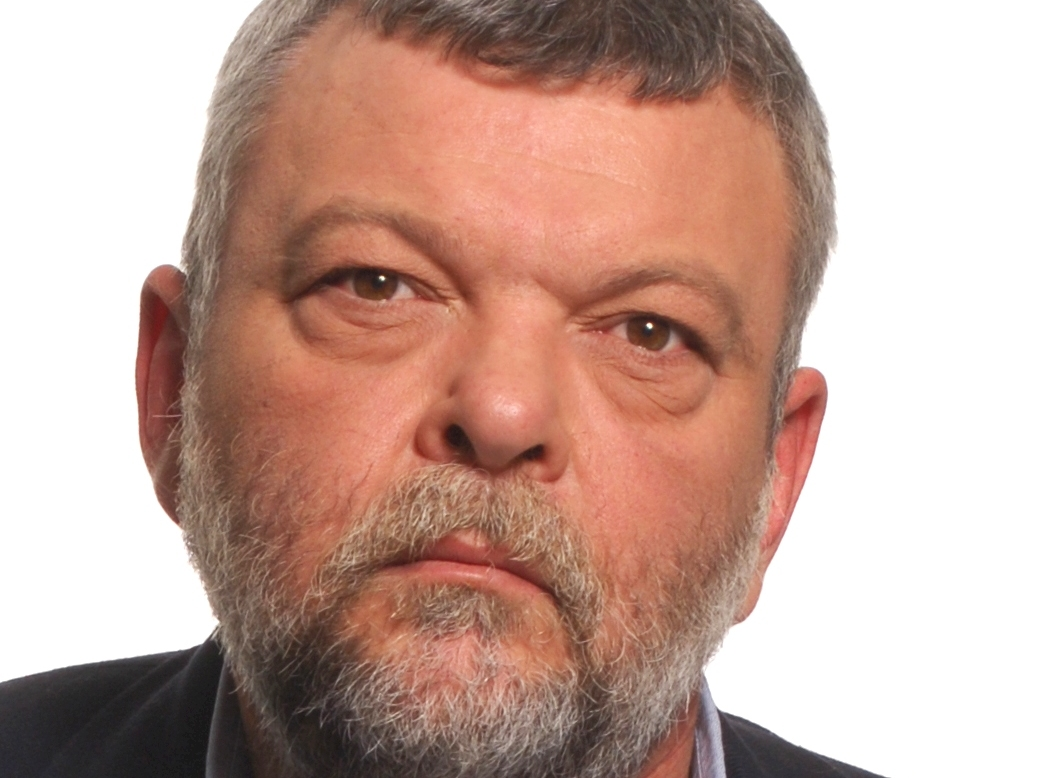
Илан Гилон

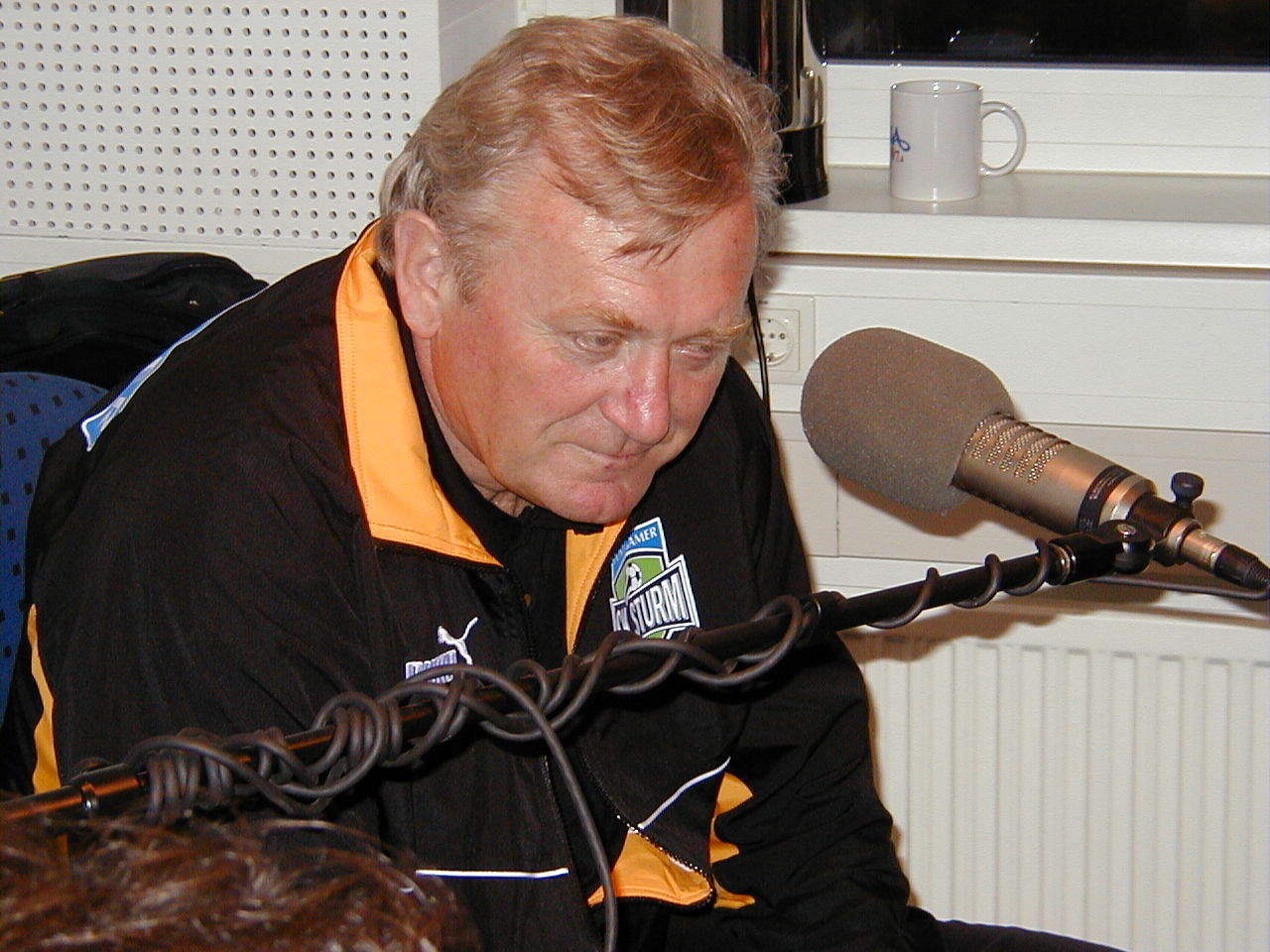
Ивица Осим

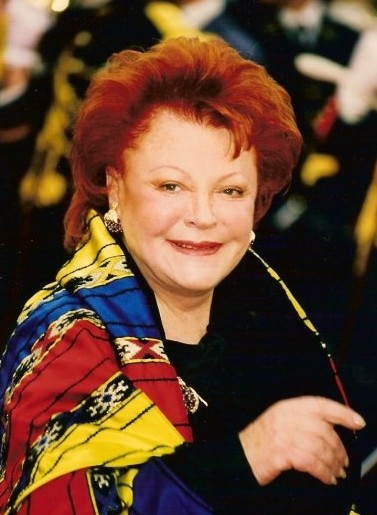
Режин Зильберберг

- Блюменталь, Нафтали[англ.] (100) — израильский политик, депутат Кнессета (1981—1984)[471].
- Винавер, Мишель (95) — французский прозаик и драматург[472].
- Гилон, Илан (65) — израильский политик, депутат Кнессета (1999—2003, 2009—2020, 2021)[473][474].
- Лекур, Доминик[фр.] (78) — французский философ[475].
- Лохтачева, Нина Владимировна (73) — советский и российский художник, заслуженный художник Российской Федерации (1996)[476].
- Мильярес, Тотойо[исп.] (86) — испанский музыкант и композитор[477].
- Морейра Феррейра, Карлус Эдуарду[англ.] (83) — бразильский политик, депутат Палаты депутатов Бразилии (1999—2003)[478].
- Осим, Ивица (80) — югославский футболист, югославский и боснийский футбольный тренер[479].
- Парнелл, Рик[англ.] (70) — британский барабанщик, участник рок-группы Atomic Rooster[480].
- Режин (Режин Зильберберг) (92) — французская певица[481].
- Сиберт, Чарльз[англ.] (84) — американский кинорежиссёр[482].
- Фриман, Рэй (90) — британский химик, член Лондонского королевского общества (1979)[483].